# PSV in het seizoen 2011/12
Het seizoen 2011/2012 is het 98e jaar in het bestaan van PSV. De Eindhovense voetbalclub nam in deze jaargang voor het 56e opeenvolgende jaar deel aan de Eredivisie en aan de toernooien om de KNVB beker en de Europa League. De finale om de KNVB beker werd op 8 april 2012 gespeeld tegen Heracles Almelo. PSV versloeg Heracles met 3-0 en haalde de negende KNVB beker binnen.

## Selectie
| Nr.           | Nat.                | Naam                | Geb. dat. | Bij PSV       | Contract  | Optie     | Vorige club          | Bedrag      | Positie          | Notitie                                            |         |
| Keepers       | Keepers             | Keepers             | Keepers   | Keepers       | Keepers   | Keepers   | Keepers              | Keepers     | Keepers          | Keepers                                            | Keepers |
| ------------- | ------------------- | ------------------- | --------- | ------------- | --------- | --------- | -------------------- | ----------- | ---------------- | -------------------------------------------------- | ------- |
| 1             | Vlag van Zweden     | Andreas Isaksson    | 03-10-'81 | juli 2008     | juli 2012 | -         | Manchester City      | € 2.800.000 | K                | Zweeds international                               |         |
| 21            | Vlag van Polen      | Przemysław Tytoń    | 04-01-'87 | aug. 2011     | juli 2012 | juli 2016 | Roda JC Kerkrade     | € 2.500.000 | K                | Pools international; voorlopig gehuurd.            |         |
| 33            | Vlag van Marokko    | Khalid Sinouh       | 02-05-'75 | juli 2011     | juli 2012 | -         | FC Utrecht           | -           | K                | Voorm. Marokkaans international                    |         |
| Verdedigers   |                     |                     |           |               |           |           |                      |             |                  |                                                    |         |
| 2             | Vlag van Bulgarije  | Stanislav Manolev   | 16-12-'85 | juli 2009     | juli 2012 | juli 2014 | Litex Lovech         | € 3.000.000 | RVl (V)          | Bulgaars international                             |         |
| 3             | Vlag van Nederland  | Wilfred Bouma       | 15-06-'78 | juli 2010     | juli 2012 | -         | Aston Villa          | -           | CV, LV, LVV      | Eigen jeugd; voorm. Nederlands intern'l            |         |
| 4             | Vlag van Brazilië   | Marcelo             | 20-05-'87 | juli 2010     | juli 2013 | juli 2015 | Wisła Kraków         | € 2.500.000 | CV               |                                                    |         |
| 5             | Vlag van Nederland  | Erik Pieters        | 07-08-'88 | juli 2008     | juli 2014 | -         | FC Utrecht           | € 2.500.000 | LV, CV, LVV      | Nederlands international                           |         |
| 17            | Vlag van Nederland  | Abel Tamata         | 05-12-'90 | juli 2011     | juli 2014 | -         | Eigen jeugd          | -           | RVl (V), LVl (V) | Eigen jeugd                                        |         |
| 18            | Vlag van België     | Timothy Derijck     | 25-05-'87 | aug. 2011     | juli 2015 | -         | ADO Den Haag         | € 750.000   | CV               |                                                    |         |
| 43            | Vlag van Nederland  | Jetro Willems       | 30-03-'94 | aug. 2011     | juli 2014 | -         | Sparta Rotterdam     | € 800.000   | LVV, LV          | Nederlands jeugdinternational                      |         |
| Middenvelders |                     |                     |           |               |           |           |                      |             |                  |                                                    |         |
| 6             | Vlag van Nederland  | Kevin Strootman     | 13-02-'90 | juli 2011     | juli 2016 | -         | FC Utrecht           | € 8.425.000 | CM, VM           | Nederlands international                           |         |
| 8             | Vlag van Nederland  | Orlando Engelaar    | 24-08-'79 | juli 2009     | juli 2013 | -         | Schalke 04           | € 3.000.000 | CM, VM, CV       | Voorm. Nederlands international                    |         |
| 10            | Vlag van Nederland  | Georginio Wijnaldum | 11-11-'90 | juli 2011     | juli 2015 | -         | Feyenoord            | € 5.000.000 | AM, RA           | Nederlands international                           |         |
| 13            | Vlag van Canada     | Atiba Hutchinson    | 08-02-'83 | juli 2010     | juli 2013 | -         | FC Kopenhagen        | -           | CM, AM, VM, RM   | Canadees international                             |         |
| 15            | Vlag van België     | Stijn Wuytens       | 08-10-'89 | juli 2008     | juli 2012 | juli 2014 | De Graafschap (huur) | -           | CM, VM, LV       | Eigen jeugd; Belgisch <21-international            |         |
| 16            | Vlag van Nigeria    | Rabiu Ibrahim       | 15-03-'91 | mrt. 2011     | juli 2014 | -         | Sporting Lissabon    | -           | AM, CA           | Nigeriaans <21-international (Vertrok in december) |         |
| 23            | Vlag van België     | Funso Ojo           | 28-08-'91 | juli 2008     | juli 2013 | juli 2014 | VVV-Venlo (huur)     | -           | CM, VM, RV       | Eigen jeugd; Belgisch <21-international            |         |
| 24            | Vlag van Oostenrijk | Marcel Ritzmaier    | 22-4-'93  | januari 2010  | juli 2014 | -         | Eigen Jeugd          | -           | CM, LM, CV, VM   | Oostenrijks jeugdinternational                     |         |
| Aanvallers    |                     |                     |           |               |           |           |                      |             |                  |                                                    |         |
| 7             | Vlag van Zweden     | Ola Toivonen        | 03-07-'86 | jan. 2009     | juli 2014 | -         | Malmö FF             | € 4.000.000 | CA, AM, SP       | Zweeds international                               |         |
| 9             | Vlag van Slovenië   | Tim Matavž          | 13-01-'89 | aug. 2011     | juli 2016 | -         | FC Groningen         | € 5.500.000 | SP               | Sloveens international                             |         |
| 11            | Vlag van Nederland  | Jeremain Lens       | 24-11-'87 | juli 2010     | juli 2015 | -         | AZ                   | € 5.000.000 | RA, SP, LA       | Nederlands international                           |         |
| 14            | Vlag van België     | Dries Mertens       | 06-05-'87 | juli 2011     | juli 2016 | -         | FC Utrecht           | € 4.575.000 | LA, AM, RA       | Belgisch international                             |         |
| 19            | Vlag van Nederland  | Jan Vennegoor of H. | 07-11-'78 | nov. 2011     | juli 2012 | -         | Rapid Wien           | -           | SP               | Voorm. Nederlands international                    |         |
| 20            | Vlag van Marokko    | Zakaria Labyad      | 09-03-'93 | jan. 2010     | juli 2012 | -         | Eigen jeugd          | -           | RVl (A), LVl (A) | Eigen jeugd; Marokkaans <21-intern'l               |         |
| 22            | Vlag van Nederland  | Memphis Depay       | 13-02-'94 | sep. 2011     | juli 2014 | -         | Eigen jeugd          | -           | SP               | Eigen jeugd; Nederlands <21-intern'l               |         |
| Verhuurd      |                     |                     |           |               |           |           |                      |             |                  |                                                    |         |
| 1             | Vlag van Nederland  | Jeroen Zoet         | 06-01-'91 | jan. 2009     | juli 2014 | 2015/2016 | Aan RKC Waalwijk     | -           | K                | Eigen jeugd; Nederl. <21-international             |         |
| 5             | Vlag van Servië     | Jagoš Vuković       | 10-06-'88 | aug. 2009     | juli 2013 | juli 2015 | Aan Roda JC          | € 1.300.000 | CV, LV           |                                                    |         |
| 8             | Vlag van Nederland  | Otman Bakkal        | 27-02-'85 | juli 2003     | juli 2012 | -         | Aan Feyenoord        | -           | CM, AM, VM       | Eigen jeugd; Nederlands international              |         |
| 9             | Vlag van Nederland  | Género Zeefuik      | 05-04-'90 | juli 2006     | juli 2013 | -         | Aan NEC              | -           | SP, RA, CA       | Eigen jeugd; Nederl. <21-international             |         |
| 16            | Vlag van Nederland  | Stef Nijland        | 10-08-'88 | juli 2008     | juli 2013 | -         | Aan NEC              | € 4.000.000 | LA, CA, RA       |                                                    |         |
| 11            | Vlag van Marokko    | Youness Mokhtar     | 29-08-'91 | november 2009 | juli 2014 | -         | Aan FC Eindhoven     | -           | CM, CA           | Marokkaans jeugdinternational                      |         |

## Voorbereiding
- SV Someren - PSV: 0-1
- VV Staphorst - PSV: 0-6
- RKSV Halsteren - PSV: 0-10
- FC Eindhoven - PSV: 1-2
- Bursaspor - PSV: 1-1
- Valencia - PSV: 2-0
- Nottingham Forrest - PSV: 1-3
- Middlesbrough - PSV: 2-3

## Eredivisie

### Wedstrijden

#### augustus
| 7 augustus 2011, 12u30                                                             | AZ Alkmaar                                               | 3-1 (2-1) | PSV Eindhoven     | Opstelling AZ Alkmaar | Opstelling PSV Eindhoven |  |
| Stadion: AFAS Stadion, Alkmaar Toeschouwers: 16.298 Scheidsrechter: Eric Braamhaar | Maarten Martens 26' Nick Viergever 40' Jozy Altidore 80' |           | 13' Dries Mertens | Esteban, Poulsen (Klavan 48'), Viergever, Moisander , Marcellis, Falkenburg, Martens (Maher 57'), Elm, Benschop, Boymans (Altidore 65'), Holman | Isaksson, Manolev, Engelaar (Bakkal 77'), Marcelo, Tamata (Pieters 46') , Ojo (Zeefuik 63', Wijnaldum, Kevin Strootman, Jeremain Lens, Toivonen, Mertens |  |
| Stadion: AFAS Stadion, Alkmaar Toeschouwers: 16.298 Scheidsrechter: Eric Braamhaar |                                                          |           |                   | Esteban, Poulsen (Klavan 48'), Viergever, Moisander , Marcellis, Falkenburg, Martens (Maher 57'), Elm, Benschop, Boymans (Altidore 65'), Holman | Isaksson, Manolev, Engelaar (Bakkal 77'), Marcelo, Tamata (Pieters 46') , Ojo (Zeefuik 63', Wijnaldum, Kevin Strootman, Jeremain Lens, Toivonen, Mertens |  |
| Stadion: AFAS Stadion, Alkmaar Toeschouwers: 16.298 Scheidsrechter: Eric Braamhaar |                                                          |           |                   | Esteban, Poulsen (Klavan 48'), Viergever, Moisander , Marcellis, Falkenburg, Martens (Maher 57'), Elm, Benschop, Boymans (Altidore 65'), Holman | Isaksson, Manolev, Engelaar (Bakkal 77'), Marcelo, Tamata (Pieters 46') , Ojo (Zeefuik 63', Wijnaldum, Kevin Strootman, Jeremain Lens, Toivonen, Mertens |  |
|                                                                                    |                                                          |           |                   | | |  |

| 13 augustus 2011, 19u45                                                             | PSV Eindhoven     | 1-0 (1-0) | RKC Waalwijk | Opstelling PSV Eindhoven | Opstelling RKC Waalwijk |  |
| Stadion: Philips Stadion, Eindhoven Toeschouwers: 32.700 Scheidsrechter: Kevin Blom | Dries Mertens 24' |           |              | Isaksson, Stanislav Manolev (Tamata 64'), Bouma, Marcelo , Erik Pieters , Ojo , Wijnaldum (Zeefuik 74'), Strootman, Lens, Toivonen, Mertens (Labyad 87') | Zoet, Bandjar, Henrico Drost, Guy Ramos , Peppen, Adil Auassar (Janssen 83'), Braber (Bridji 58'), Sander Duits , Meijers, Castillion (Fachtali 70'), Ten Voorde |  |
| Stadion: Philips Stadion, Eindhoven Toeschouwers: 32.700 Scheidsrechter: Kevin Blom |                   |           |              | Isaksson, Stanislav Manolev (Tamata 64'), Bouma, Marcelo , Erik Pieters , Ojo , Wijnaldum (Zeefuik 74'), Strootman, Lens, Toivonen, Mertens (Labyad 87') | Zoet, Bandjar, Henrico Drost, Guy Ramos , Peppen, Adil Auassar (Janssen 83'), Braber (Bridji 58'), Sander Duits , Meijers, Castillion (Fachtali 70'), Ten Voorde |  |
| Stadion: Philips Stadion, Eindhoven Toeschouwers: 32.700 Scheidsrechter: Kevin Blom |                   |           |              | Isaksson, Stanislav Manolev (Tamata 64'), Bouma, Marcelo , Erik Pieters , Ojo , Wijnaldum (Zeefuik 74'), Strootman, Lens, Toivonen, Mertens (Labyad 87') | Zoet, Bandjar, Henrico Drost, Guy Ramos , Peppen, Adil Auassar (Janssen 83'), Braber (Bridji 58'), Sander Duits , Meijers, Castillion (Fachtali 70'), Ten Voorde |  |
|                                                                                     |                   |           |              | | |  |

| 21 augustus 2011, 16u30                                                              | ADO Den Haag | 0-3 (0-3) | PSV Eindhoven                                              | Opstelling ADO Den Haag | Opstelling PSV Eindhoven |  |
| Stadion: Kyocera Stadion, Den Haag Toeschouwers: 12.710 Scheidsrechter: Jan Wegereef |              |           | 21' Dries Mertens 24' Georginio Wijnaldum 39' Ola Toivonen | Coutinho, Ahmed Ammi, Kum , Leeuwin (Chery 72'), Lukšík, Immers , Radosavljevič, Toornstra, Verhoek , Van Duinen (Mulders 46'), Vicento | Isaksson, Manolev (Tamata 80'), Bouma, Derijck, Pieters, Wijnaldum, Toivonen, Strootman (Ojo 84'), Labyad (Hutchinson 69'), Lens , Mertens |  |
| Stadion: Kyocera Stadion, Den Haag Toeschouwers: 12.710 Scheidsrechter: Jan Wegereef |              |           |                                                            | Coutinho, Ahmed Ammi, Kum , Leeuwin (Chery 72'), Lukšík, Immers , Radosavljevič, Toornstra, Verhoek , Van Duinen (Mulders 46'), Vicento | Isaksson, Manolev (Tamata 80'), Bouma, Derijck, Pieters, Wijnaldum, Toivonen, Strootman (Ojo 84'), Labyad (Hutchinson 69'), Lens , Mertens |  |
| Stadion: Kyocera Stadion, Den Haag Toeschouwers: 12.710 Scheidsrechter: Jan Wegereef |              |           |                                                            | Coutinho, Ahmed Ammi, Kum , Leeuwin (Chery 72'), Lukšík, Immers , Radosavljevič, Toornstra, Verhoek , Van Duinen (Mulders 46'), Vicento | Isaksson, Manolev (Tamata 80'), Bouma, Derijck, Pieters, Wijnaldum, Toivonen, Strootman (Ojo 84'), Labyad (Hutchinson 69'), Lens , Mertens |  |
|                                                                                      |              |           |                                                            | | |  |

| 28 augustus 2011, 16u30                                                                      | PSV Eindhoven                                                                                             | 6-1 (1-1) | Excelsior Rotterdam   | Opstelling PSV Eindhoven | Opstelling Excelsior Rotterdam                                                                             |  |
| Stadion: Philips Stadion, Eindhoven Toeschouwers: 32.000 Scheidsrechter: Reinold Wiedemeijer | Dries Mertens 30' Ola Toivonen 47' Dries Mertens 49' Dries Mertens 51' Jeremain Lens 72' Ola Toivonen 79' |           | 39' Mitchell te Vrede | Isaksson, Stanislav Manolev (Tamata 68'), Bouma (Marcelo 78'), Derijck, Erik Pieters, Georginio Wijnaldum, Toivonen , Strootman, Labyad (Ibrahim '78), Lens, Mertens | De Ruiter, Eekman, Smith, Van Steensel , Scheimann, Vorthoren, Alberg, Broerse, Jansen , Te Vrede, Vincken |  |
| Stadion: Philips Stadion, Eindhoven Toeschouwers: 32.000 Scheidsrechter: Reinold Wiedemeijer | |           |                       | Isaksson, Stanislav Manolev (Tamata 68'), Bouma (Marcelo 78'), Derijck, Erik Pieters, Georginio Wijnaldum, Toivonen , Strootman, Labyad (Ibrahim '78), Lens, Mertens | De Ruiter, Eekman, Smith, Van Steensel , Scheimann, Vorthoren, Alberg, Broerse, Jansen , Te Vrede, Vincken |  |
| Stadion: Philips Stadion, Eindhoven Toeschouwers: 32.000 Scheidsrechter: Reinold Wiedemeijer | |           |                       | Isaksson, Stanislav Manolev (Tamata 68'), Bouma (Marcelo 78'), Derijck, Erik Pieters, Georginio Wijnaldum, Toivonen , Strootman, Labyad (Ibrahim '78), Lens, Mertens | De Ruiter, Eekman, Smith, Van Steensel , Scheimann, Vorthoren, Alberg, Broerse, Jansen , Te Vrede, Vincken |  |
|                                                                                              | |           |                       | | |  |

#### september
| 11 september 2011, 14u30                                                | VVV-Venlo                                          | 3-3 (0-2) | PSV Eindhoven                                    | Opstelling VVV-Venlo | Opstelling PSV Eindhoven |  |
| Stadion: De Koel, Venlo Toeschouwers: 7.931 Scheidsrechter: Bas Nijhuis | Ferry de Regt 48' Uche Nwofor 52' Maya Yoshida 54' |           | 11' Toivonen 34' Dries Mertens 76' Wilfred Bouma | Gentenaar, De Regt, Mei (Timisela 46'), Yoshida, Emenike , Linssen (Maguire 46'), Molhoek (Kruijsen 82'), Meeuwis , Musa, Nwofor (Mulders 46'), Cullen | Tytoń, Manolev , Bouma, Marcelo (Derijck '90), Pieters, Wijnaldum, Toivonen, Strootman (Ojo 84'), Labyad (Matavž 59'), Lens, Mertens |  |
| Stadion: De Koel, Venlo Toeschouwers: 7.931 Scheidsrechter: Bas Nijhuis |                                                    |           |                                                  | Gentenaar, De Regt, Mei (Timisela 46'), Yoshida, Emenike , Linssen (Maguire 46'), Molhoek (Kruijsen 82'), Meeuwis , Musa, Nwofor (Mulders 46'), Cullen | Tytoń, Manolev , Bouma, Marcelo (Derijck '90), Pieters, Wijnaldum, Toivonen, Strootman (Ojo 84'), Labyad (Matavž 59'), Lens, Mertens |  |
| Stadion: De Koel, Venlo Toeschouwers: 7.931 Scheidsrechter: Bas Nijhuis |                                                    |           |                                                  | Gentenaar, De Regt, Mei (Timisela 46'), Yoshida, Emenike , Linssen (Maguire 46'), Molhoek (Kruijsen 82'), Meeuwis , Musa, Nwofor (Mulders 46'), Cullen | Tytoń, Manolev , Bouma, Marcelo (Derijck '90), Pieters, Wijnaldum, Toivonen, Strootman (Ojo 84'), Labyad (Matavž 59'), Lens, Mertens |  |
|                                                                         |                                                    |           |                                                  | | |  |

| 18 september 2011, 12u30                                                               | PSV Eindhoven                         | 2-2 (1-1) | Ajax                                        | Opstelling PSV Eindhoven | Opstelling Ajax |  |
| Stadion: Philips Stadion, Eindhoven Toeschouwers: 34.400 Scheidsrechter: Björn Kuipers | Tim Matavž 2' Georginio Wijnaldum 55' |           | 45' Kolbeinn Sigþórsson 79' Dmitri Boelykin | Tytoń (Sinouh '45), Stanislav Manolev (Tamata 68'), Derijck, Marcelo, Erik Pieters, Georginio Wijnaldum , Toivonen, Strootman, Lens (Labyad 90'), Matavž, Mertens | Vermeer, Van der Wiel, Alderweireld, Vertonghen , Boilesen (Enoh 18') , Eriksen, Anita (Blind 68'), T. Janssen , Kolbeinn Sigþórsson (Dmitri Boelykin 62'), Siem de Jong, Boerrigter |  |
| Stadion: Philips Stadion, Eindhoven Toeschouwers: 34.400 Scheidsrechter: Björn Kuipers |                                       |           |                                             | Tytoń (Sinouh '45), Stanislav Manolev (Tamata 68'), Derijck, Marcelo, Erik Pieters, Georginio Wijnaldum , Toivonen, Strootman, Lens (Labyad 90'), Matavž, Mertens | Vermeer, Van der Wiel, Alderweireld, Vertonghen , Boilesen (Enoh 18') , Eriksen, Anita (Blind 68'), T. Janssen , Kolbeinn Sigþórsson (Dmitri Boelykin 62'), Siem de Jong, Boerrigter |  |
| Stadion: Philips Stadion, Eindhoven Toeschouwers: 34.400 Scheidsrechter: Björn Kuipers |                                       |           |                                             | Tytoń (Sinouh '45), Stanislav Manolev (Tamata 68'), Derijck, Marcelo, Erik Pieters, Georginio Wijnaldum , Toivonen, Strootman, Lens (Labyad 90'), Matavž, Mertens | Vermeer, Van der Wiel, Alderweireld, Vertonghen , Boilesen (Enoh 18') , Eriksen, Anita (Blind 68'), T. Janssen , Kolbeinn Sigþórsson (Dmitri Boelykin 62'), Siem de Jong, Boerrigter |  |
|                                                                                        |                                       |           |                                             | | |  |

| 24 september 2011, 18u45                                                                     | PSV Eindhoven | 7-1 (4-0) | Roda JC Kerkrade   | Opstelling PSV Eindhoven | Opstelling Roda JC Kerkrade |  |
| Stadion: Philips Stadion, Eindhoven Toeschouwers: 33.000 Scheidsrechter: Reinold Wiedemeijer | Ola Toivonen 15' Dries Mertens 20' Dries Mertens 33' Kevin Strootman 34' Dries Mertens 58' Tim Matavž 83' Dries Mertens 89' |           | 45' Sanharib Malki | Isaksson, Manolev, Derijck, Marcelo, Erik Pieters (Tamata 75'), Georginio Wijnaldum (Labyad 70'), Toivonen (Ibrahim 82'), Strootman, Lens, Matavž, Mertens | Kieszek, Monteyne, Wielaert , Vuković , Biemans, Delorge, Donald, Fledderus, Vormer, Sutchuin (Broekhof 39'), Junker (Malki 45') |  |
| Stadion: Philips Stadion, Eindhoven Toeschouwers: 33.000 Scheidsrechter: Reinold Wiedemeijer | |           |                    | Isaksson, Manolev, Derijck, Marcelo, Erik Pieters (Tamata 75'), Georginio Wijnaldum (Labyad 70'), Toivonen (Ibrahim 82'), Strootman, Lens, Matavž, Mertens | Kieszek, Monteyne, Wielaert , Vuković , Biemans, Delorge, Donald, Fledderus, Vormer, Sutchuin (Broekhof 39'), Junker (Malki 45') |  |
| Stadion: Philips Stadion, Eindhoven Toeschouwers: 33.000 Scheidsrechter: Reinold Wiedemeijer | |           |                    | Isaksson, Manolev, Derijck, Marcelo, Erik Pieters (Tamata 75'), Georginio Wijnaldum (Labyad 70'), Toivonen (Ibrahim 82'), Strootman, Lens, Matavž, Mertens | Kieszek, Monteyne, Wielaert , Vuković , Biemans, Delorge, Donald, Fledderus, Vormer, Sutchuin (Broekhof 39'), Junker (Malki 45') |  |
|                                                                                              | |           |                    | | |  |

#### oktober
| 2 oktober 2011, 16u30                                                               | NEC Nijmegen | 0-2 (0-0) | PSV Eindhoven                     | Opstelling NEC Nijmegen | Opstelling PSV Eindhoven |  |
| Stadion: Goffertstadion, Nijmegen Toeschouwers: 12.300 Scheidsrechter: Jan Wegereef |              |           | 85' Zakaria Labyad 87' Tim Matavž | Babos, Cmovs, Nuytinck, Van Eijden, Conboy, Van der Velden, Vadócz (Foor 65'), Koolwijk , Platje, Género Zeefuik (George 74'), Schöne | Isaksson, Manolev, Bouma, Marcelo, Pieters (Tamata 89'), Wijnaldum, Toivonen (Engelaar 87'), Strootman, Lens (Labyad 77'), Matavž, Mertens |  |
| Stadion: Goffertstadion, Nijmegen Toeschouwers: 12.300 Scheidsrechter: Jan Wegereef |              |           |                                   | Babos, Cmovs, Nuytinck, Van Eijden, Conboy, Van der Velden, Vadócz (Foor 65'), Koolwijk , Platje, Género Zeefuik (George 74'), Schöne | Isaksson, Manolev, Bouma, Marcelo, Pieters (Tamata 89'), Wijnaldum, Toivonen (Engelaar 87'), Strootman, Lens (Labyad 77'), Matavž, Mertens |  |
| Stadion: Goffertstadion, Nijmegen Toeschouwers: 12.300 Scheidsrechter: Jan Wegereef |              |           |                                   | Babos, Cmovs, Nuytinck, Van Eijden, Conboy, Van der Velden, Vadócz (Foor 65'), Koolwijk , Platje, Género Zeefuik (George 74'), Schöne | Isaksson, Manolev, Bouma, Marcelo, Pieters (Tamata 89'), Wijnaldum, Toivonen (Engelaar 87'), Strootman, Lens (Labyad 77'), Matavž, Mertens |  |
|                                                                                     |              |           |                                   | | |  |

| 15 oktober 2011, 20u45                                                                  | PSV Eindhoven    | 1-0 (0-0) | FC Utrecht | Opstelling PSV Eindhoven | Opstelling FC Utrecht |  |
| Stadion: Philips Stadion, Eindhoven Toeschouwers: 32.700 Scheidsrechter: Pol van Boekel | Ola Toivonen 71' |           |            | Isaksson, Manolev, Derijck, Marcelo, Erik Pieters (Tamata 31'), Georginio Wijnaldum, Toivonen (Engelaar 83'), Strootman, Lens (Labyad 66'), Matavž, Mertens | Van Dijk, Bovenberg, Nilsson , Wuytens, Zullo , Mårtensson , Asare , Sneijder (Boldewijn '79), Mulenga, Demouge, Oar (Duplan 77') |  |
| Stadion: Philips Stadion, Eindhoven Toeschouwers: 32.700 Scheidsrechter: Pol van Boekel |                  |           |            | Isaksson, Manolev, Derijck, Marcelo, Erik Pieters (Tamata 31'), Georginio Wijnaldum, Toivonen (Engelaar 83'), Strootman, Lens (Labyad 66'), Matavž, Mertens | Van Dijk, Bovenberg, Nilsson , Wuytens, Zullo , Mårtensson , Asare , Sneijder (Boldewijn '79), Mulenga, Demouge, Oar (Duplan 77') |  |
| Stadion: Philips Stadion, Eindhoven Toeschouwers: 32.700 Scheidsrechter: Pol van Boekel |                  |           |            | Isaksson, Manolev, Derijck, Marcelo, Erik Pieters (Tamata 31'), Georginio Wijnaldum, Toivonen (Engelaar 83'), Strootman, Lens (Labyad 66'), Matavž, Mertens | Van Dijk, Bovenberg, Nilsson , Wuytens, Zullo , Mårtensson , Asare , Sneijder (Boldewijn '79), Mulenga, Demouge, Oar (Duplan 77') |  |
|                                                                                         |                  |           |            | | |  |

| 23 oktober 2011, 16u30                                                           | Vitesse           | 1-1 (0-1) | PSV Eindhoven  | Opstelling Vitesse | Opstelling PSV Eindhoven |  |
| Stadion: Gelredome, Arnhem Toeschouwers: 22.207 Scheidsrechter: Richard Liesveld | Wilfried Bony '58 |           | 18' Tim Matavž | Velthuizen, Van der Struijk, Kalas, Kasjia, Büttner, Hofs, Annan , Van Ginkel , Van der Heijden, Pedersen (Yasuda 77'), Bony | Isaksson, Manolev , Bouma, Marcelo , Tamata (Willems '67), Wijnaldum, Toivonen, Strootman , Zakaria Labyad (Lens 84'), Matavž, Mertens |  |
| Stadion: Gelredome, Arnhem Toeschouwers: 22.207 Scheidsrechter: Richard Liesveld |                   |           |                | Velthuizen, Van der Struijk, Kalas, Kasjia, Büttner, Hofs, Annan , Van Ginkel , Van der Heijden, Pedersen (Yasuda 77'), Bony | Isaksson, Manolev , Bouma, Marcelo , Tamata (Willems '67), Wijnaldum, Toivonen, Strootman , Zakaria Labyad (Lens 84'), Matavž, Mertens |  |
| Stadion: Gelredome, Arnhem Toeschouwers: 22.207 Scheidsrechter: Richard Liesveld |                   |           |                | Velthuizen, Van der Struijk, Kalas, Kasjia, Büttner, Hofs, Annan , Van Ginkel , Van der Heijden, Pedersen (Yasuda 77'), Bony | Isaksson, Manolev , Bouma, Marcelo , Tamata (Willems '67), Wijnaldum, Toivonen, Strootman , Zakaria Labyad (Lens 84'), Matavž, Mertens |  |
|                                                                                  |                   |           |                | | |  |

| 29 oktober 2011, 20u45                                                           | FC Twente                 | 2-2 (1-1) | PSV Eindhoven                  | Opstelling FC Twente | Opstelling PSV Eindhoven |  |
| Stadion: Grolsch Veste, Enschede Toeschouwers: 30.000 Scheidsrechter: Kevin Blom | Douglas '10 Leroy Fer '78 |           | 18' Zakaria Labyad 64' Marcelo | Michajlov, Rosales, Douglas, Bengtsson (Landzaat 77'), Tiendalli, L. de Jong, Brama , Chadli, Bajrami, Janko (Fer 71'), O. John | Isaksson, Manolev, Bouma, Marcelo , Tamata (Willems '19), Wijnaldum, Toivonen , Strootman , Zakaria Labyad (Lens 84'), Matavž (Engelaar 74'), Mertens |  |
| Stadion: Grolsch Veste, Enschede Toeschouwers: 30.000 Scheidsrechter: Kevin Blom |                           |           |                                | Michajlov, Rosales, Douglas, Bengtsson (Landzaat 77'), Tiendalli, L. de Jong, Brama , Chadli, Bajrami, Janko (Fer 71'), O. John | Isaksson, Manolev, Bouma, Marcelo , Tamata (Willems '19), Wijnaldum, Toivonen , Strootman , Zakaria Labyad (Lens 84'), Matavž (Engelaar 74'), Mertens |  |
| Stadion: Grolsch Veste, Enschede Toeschouwers: 30.000 Scheidsrechter: Kevin Blom |                           |           |                                | Michajlov, Rosales, Douglas, Bengtsson (Landzaat 77'), Tiendalli, L. de Jong, Brama , Chadli, Bajrami, Janko (Fer 71'), O. John | Isaksson, Manolev, Bouma, Marcelo , Tamata (Willems '19), Wijnaldum, Toivonen , Strootman , Zakaria Labyad (Lens 84'), Matavž (Engelaar 74'), Mertens |  |
|                                                                                  |                           |           |                                | | |  |

#### november
| 6 november 2011, 16u30                                                                 | PSV Eindhoven                                                          | 4-1 (0-1) | Heracles Almelo            | Opstelling PSV Eindhoven | Opstelling Heracles Almelo |  |
| Stadion: Philips Stadion, Eindhoven Toeschouwers: 32.900 Scheidsrechter: Björn Kuipers | Ola Toivonen 49' Jeremain Lens 58' Jeremain Lens 63' Jeremain Lens 89' |           | 13' Antoine van der Linden | Isaksson, Manolev , Bouma , Marcelo, Willems, Wijnaldum (Lens 46'), Toivonen, Engelaar (Ojo 66'), Labyad, Matavž (Vennegoor of Hesselink 87'), Mertens | Pasveer, Breukers , Rienstra , Van der Linden, Looms (Te Wierik '67), Quansah, Overtoom, Duarte, Douglas (Bruns '79), Plet, Everton |  |
| Stadion: Philips Stadion, Eindhoven Toeschouwers: 32.900 Scheidsrechter: Björn Kuipers |                                                                        |           |                            | Isaksson, Manolev , Bouma , Marcelo, Willems, Wijnaldum (Lens 46'), Toivonen, Engelaar (Ojo 66'), Labyad, Matavž (Vennegoor of Hesselink 87'), Mertens | Pasveer, Breukers , Rienstra , Van der Linden, Looms (Te Wierik '67), Quansah, Overtoom, Duarte, Douglas (Bruns '79), Plet, Everton |  |
| Stadion: Philips Stadion, Eindhoven Toeschouwers: 32.900 Scheidsrechter: Björn Kuipers |                                                                        |           |                            | Isaksson, Manolev , Bouma , Marcelo, Willems, Wijnaldum (Lens 46'), Toivonen, Engelaar (Ojo 66'), Labyad, Matavž (Vennegoor of Hesselink 87'), Mertens | Pasveer, Breukers , Rienstra , Van der Linden, Looms (Te Wierik '67), Quansah, Overtoom, Duarte, Douglas (Bruns '79), Plet, Everton |  |
|                                                                                        |                                                                        |           |                            | | |  |

| 19 november 2011, 19u45                                                            | BV De Graafschap         | 1-3 (1-1) | PSV Eindhoven                                                  | Opstelling BV De Graafschap | Opstelling PSV Eindhoven |  |
| Stadion: De Vijverberg, Doetinchem Toeschouwers: 12.505 Scheidsrechter: Ed Janssen | Soufian El Hassnaoui '22 |           | 11' Tim Matavž 54' Georginio Wijnaldum 84' Georginio Wijnaldum | De Winter, Evers , Meijer, Wormgoor, Van de Pavert (Fränkel 67'), De Leeuw, El Hassnaoui (Breinburg 64'), Kujala , Rose , Sreckovic, Poepon | Isaksson, Derijck , Bouma, Marcelo, Willems , Wijnaldum, Toivonen, Engelaar, Zakaria Labyad (Ojo 88'), Matavž (Vennegoor of Hesselink 75'), Mertens (Lens 64') |  |
| Stadion: De Vijverberg, Doetinchem Toeschouwers: 12.505 Scheidsrechter: Ed Janssen |                          |           |                                                                | De Winter, Evers , Meijer, Wormgoor, Van de Pavert (Fränkel 67'), De Leeuw, El Hassnaoui (Breinburg 64'), Kujala , Rose , Sreckovic, Poepon | Isaksson, Derijck , Bouma, Marcelo, Willems , Wijnaldum, Toivonen, Engelaar, Zakaria Labyad (Ojo 88'), Matavž (Vennegoor of Hesselink 75'), Mertens (Lens 64') |  |
| Stadion: De Vijverberg, Doetinchem Toeschouwers: 12.505 Scheidsrechter: Ed Janssen |                          |           |                                                                | De Winter, Evers , Meijer, Wormgoor, Van de Pavert (Fränkel 67'), De Leeuw, El Hassnaoui (Breinburg 64'), Kujala , Rose , Sreckovic, Poepon | Isaksson, Derijck , Bouma, Marcelo, Willems , Wijnaldum, Toivonen, Engelaar, Zakaria Labyad (Ojo 88'), Matavž (Vennegoor of Hesselink 75'), Mertens (Lens 64') |  |
|                                                                                    |                          |           |                                                                | | |  |

| 26 november 2011, 20u45                                                                 | PSV Eindhoven | 6-1 (3-0) | FC Groningen        | Opstelling PSV Eindhoven | Opstelling FC Groningen |  |
| Stadion: Philips Stadion, Eindhoven Toeschouwers: 33.200 Scheidsrechter: Danny Makkelie | Kevin Strootman 14' Dries Mertens 30' Zakaria Labyad 36' Georginio Wijnaldum 47' Tim Matavž 55' Ola Toivonen 72' |           | 48' Marcus Pedersen | Isaksson, Manolev, Bouma, Marcelo , Willems (Derijck 70'), Wijnaldum, Toivonen, Strootman, Labyad (Lens 65'), Matavž (Vennegoor of Hesselink 82'), Mertens | Van Loo, Hiariej, Ivens, Van Dijk, Burnet, Kieftenbeld (Holla '46), Andersson, Sparv, Bacuna (Jones '70), Texeira (Pedersen '46), Tadić |  |
| Stadion: Philips Stadion, Eindhoven Toeschouwers: 33.200 Scheidsrechter: Danny Makkelie | |           |                     | Isaksson, Manolev, Bouma, Marcelo , Willems (Derijck 70'), Wijnaldum, Toivonen, Strootman, Labyad (Lens 65'), Matavž (Vennegoor of Hesselink 82'), Mertens | Van Loo, Hiariej, Ivens, Van Dijk, Burnet, Kieftenbeld (Holla '46), Andersson, Sparv, Bacuna (Jones '70), Texeira (Pedersen '46), Tadić |  |
| Stadion: Philips Stadion, Eindhoven Toeschouwers: 33.200 Scheidsrechter: Danny Makkelie | |           |                     | Isaksson, Manolev, Bouma, Marcelo , Willems (Derijck 70'), Wijnaldum, Toivonen, Strootman, Labyad (Lens 65'), Matavž (Vennegoor of Hesselink 82'), Mertens | Van Loo, Hiariej, Ivens, Van Dijk, Burnet, Kieftenbeld (Holla '46), Andersson, Sparv, Bacuna (Jones '70), Texeira (Pedersen '46), Tadić |  |
|                                                                                         | |           |                     | | |  |

#### december
| 4 december 2011, 12u30                                                         | Feyenoord                         | 2-0 (1-0) | PSV Eindhoven | Opstelling Feyenoord | Opstelling PSV Eindhoven |  |
| Stadion: De Kuip, Rotterdam Toeschouwers: 46.000 Scheidsrechter: Björn Kuipers | Sekou Cissé '41 Ruben Schaken '50 |           |               | Mulder, Leerdam , Martins Indi, Vlaar , Nelom, El Ahmadi (Mokotjo 80'), Bakkal, Clasie (Van Haaren 88'), Schaken, Guidetti (Cabral 74'), Cissé | Isaksson, Manolev, Bouma , Derijck, Willems (Engelaar 70'), Wijnaldum, Toivonen (Lens 57'), Strootman, Zakaria Labyad (Vennegoor of Hesselink 76'), Matavž, Mertens |  |
| Stadion: De Kuip, Rotterdam Toeschouwers: 46.000 Scheidsrechter: Björn Kuipers |                                   |           |               | Mulder, Leerdam , Martins Indi, Vlaar , Nelom, El Ahmadi (Mokotjo 80'), Bakkal, Clasie (Van Haaren 88'), Schaken, Guidetti (Cabral 74'), Cissé | Isaksson, Manolev, Bouma , Derijck, Willems (Engelaar 70'), Wijnaldum, Toivonen (Lens 57'), Strootman, Zakaria Labyad (Vennegoor of Hesselink 76'), Matavž, Mertens |  |
| Stadion: De Kuip, Rotterdam Toeschouwers: 46.000 Scheidsrechter: Björn Kuipers |                                   |           |               | Mulder, Leerdam , Martins Indi, Vlaar , Nelom, El Ahmadi (Mokotjo 80'), Bakkal, Clasie (Van Haaren 88'), Schaken, Guidetti (Cabral 74'), Cissé | Isaksson, Manolev, Bouma , Derijck, Willems (Engelaar 70'), Wijnaldum, Toivonen (Lens 57'), Strootman, Zakaria Labyad (Vennegoor of Hesselink 76'), Matavž, Mertens |  |
|                                                                                |                                   |           |               | | |  |

| 10 december 2011, 20u45                                                              | PSV Eindhoven     | 1-0 (1-0) | NAC Breda | Opstelling PSV Eindhoven | Opstelling NAC Breda |  |
| Stadion: Philips Stadion, Eindhoven Toeschouwers: 33.000 Scheidsrechter: Bas Nijhuis | Dries Mertens 37' |           |           | Isaksson, Manolev, Derijck, Marcelo , Willems, Wijnaldum, Toivonen (Engelaar 80'), Strootman, Labyad (Lens 69'), Matavž (Vennegoor of Hesselink 64'), Mertens | Ten Rouwelaar, Janse (Koenders '66), Botteghin, J. Buijs, Gorter , Bonevacia , Gilissen (Bayram '80), Schilder , Lurling, Kolk, Jozefzoon (Schalk '66) |  |
| Stadion: Philips Stadion, Eindhoven Toeschouwers: 33.000 Scheidsrechter: Bas Nijhuis |                   |           |           | Isaksson, Manolev, Derijck, Marcelo , Willems, Wijnaldum, Toivonen (Engelaar 80'), Strootman, Labyad (Lens 69'), Matavž (Vennegoor of Hesselink 64'), Mertens | Ten Rouwelaar, Janse (Koenders '66), Botteghin, J. Buijs, Gorter , Bonevacia , Gilissen (Bayram '80), Schilder , Lurling, Kolk, Jozefzoon (Schalk '66) |  |
| Stadion: Philips Stadion, Eindhoven Toeschouwers: 33.000 Scheidsrechter: Bas Nijhuis |                   |           |           | Isaksson, Manolev, Derijck, Marcelo , Willems, Wijnaldum, Toivonen (Engelaar 80'), Strootman, Labyad (Lens 69'), Matavž (Vennegoor of Hesselink 64'), Mertens | Ten Rouwelaar, Janse (Koenders '66), Botteghin, J. Buijs, Gorter , Bonevacia , Gilissen (Bayram '80), Schilder , Lurling, Kolk, Jozefzoon (Schalk '66) |  |
|                                                                                      |                   |           |           | | |  |

| 18 december 2011, 16u30                                                                     | SC Heerenveen          | 1-5 (0-3) | PSV Eindhoven                                                                                    | Opstelling SC Heerenveen                                                                                                   | Opstelling PSV Eindhoven |  |
| Stadion: Abe Lenstrastadion, Heerenveen Toeschouwers: 26.100 Scheidsrechter: Pol van Boekel | Rajiv van La Parra '73 |           | '18 Ola Toivonen '20 Tim Matavž '24 Ola Toivonen '49 Georginio Wijnaldum '59 Georginio Wijnaldum | Steppe, Janmaat, Gouweleeuw, Zomer, Breuer, Đuričić, V. Elm, Kums (Roorda 60'), Narsingh, Dost, Assaidi (Van La Parra 46') | Isaksson, Manolev, Derijck, Marcelo (Bouma 71'), Willems, Wijnaldum, Toivonen, Strootman, Zakaria Labyad, Matavž (Vennegoor of Hesselink 89'), Mertens |  |
| Stadion: Abe Lenstrastadion, Heerenveen Toeschouwers: 26.100 Scheidsrechter: Pol van Boekel |                        |           |                                                                                                  | Steppe, Janmaat, Gouweleeuw, Zomer, Breuer, Đuričić, V. Elm, Kums (Roorda 60'), Narsingh, Dost, Assaidi (Van La Parra 46') | Isaksson, Manolev, Derijck, Marcelo (Bouma 71'), Willems, Wijnaldum, Toivonen, Strootman, Zakaria Labyad, Matavž (Vennegoor of Hesselink 89'), Mertens |  |
| Stadion: Abe Lenstrastadion, Heerenveen Toeschouwers: 26.100 Scheidsrechter: Pol van Boekel |                        |           |                                                                                                  | Steppe, Janmaat, Gouweleeuw, Zomer, Breuer, Đuričić, V. Elm, Kums (Roorda 60'), Narsingh, Dost, Assaidi (Van La Parra 46') | Isaksson, Manolev, Derijck, Marcelo (Bouma 71'), Willems, Wijnaldum, Toivonen, Strootman, Zakaria Labyad, Matavž (Vennegoor of Hesselink 89'), Mertens |  |
|                                                                                             |                        |           |                                                                                                  | | |  |

#### januari
| 22 januari 2012, 16u30                                                                      | FC Utrecht           | 1-1 (0-0) | PSV Eindhoven    | Opstelling FC Utrecht | Opstelling PSV Eindhoven |  |
| Stadion: Stadion Galgenwaard, Utrecht Toeschouwers: 20.347 Scheidsrechter: Richard Liesveld | Stefano Lilipaly '66 |           | '71 Ola Toivonen | Fernández, Van der Maarel , Van der Hoorn, J. Wuytens, Bulthuis, Mårtensson (Kali 90'), Lilipaly, Asare , Duplan, Gerndt (Demouge 87'), Boldewijn (Oar 56') | Isaksson, Manolev, Derijck, Marcelo, Willems (Bouma 79'), Wijnaldum, Toivonen, Strootman (Lens 71'), Labyad , Matavž, Mertens |  |
| Stadion: Stadion Galgenwaard, Utrecht Toeschouwers: 20.347 Scheidsrechter: Richard Liesveld |                      |           |                  | Fernández, Van der Maarel , Van der Hoorn, J. Wuytens, Bulthuis, Mårtensson (Kali 90'), Lilipaly, Asare , Duplan, Gerndt (Demouge 87'), Boldewijn (Oar 56') | Isaksson, Manolev, Derijck, Marcelo, Willems (Bouma 79'), Wijnaldum, Toivonen, Strootman (Lens 71'), Labyad , Matavž, Mertens |  |
| Stadion: Stadion Galgenwaard, Utrecht Toeschouwers: 20.347 Scheidsrechter: Richard Liesveld |                      |           |                  | Fernández, Van der Maarel , Van der Hoorn, J. Wuytens, Bulthuis, Mårtensson (Kali 90'), Lilipaly, Asare , Duplan, Gerndt (Demouge 87'), Boldewijn (Oar 56') | Isaksson, Manolev, Derijck, Marcelo, Willems (Bouma 79'), Wijnaldum, Toivonen, Strootman (Lens 71'), Labyad , Matavž, Mertens |  |
|                                                                                             |                      |           |                  | | |  |

| 27 januari, 20u00                                                                    | PSV Eindhoven                                          | 3-1 (1-0) | Vitesse           | Opstelling PSV Eindhoven | Opstelling Vitesse |  |
| Stadion: Philips Stadion, Eindhoven Toeschouwers: 34.000 Scheidsrechter: Bas Nijhuis | Tim Matavž 31' Dries Mertens 76' Stanislav Manolev 90' |           | '84 Mike Havenaar | Isaksson, Manolev , Derijck (Bouma 60'), Marcelo, Willems (Wuytens 88'), Wijnaldum, Toivonen, Strootman, Labyad , Matavž, Mertens (Lens 66') | Velthuizen, Van Der Struijk, Kalas, Kasjia (Havenaar 81'), Büttner, Van Ginkel, Aborah, Van der Heijden (Van Aanholt 72'), Ibarra, Pedersen (Reis 66'), Tsjantoeria |  |
| Stadion: Philips Stadion, Eindhoven Toeschouwers: 34.000 Scheidsrechter: Bas Nijhuis |                                                        |           |                   | Isaksson, Manolev , Derijck (Bouma 60'), Marcelo, Willems (Wuytens 88'), Wijnaldum, Toivonen, Strootman, Labyad , Matavž, Mertens (Lens 66') | Velthuizen, Van Der Struijk, Kalas, Kasjia (Havenaar 81'), Büttner, Van Ginkel, Aborah, Van der Heijden (Van Aanholt 72'), Ibarra, Pedersen (Reis 66'), Tsjantoeria |  |
| Stadion: Philips Stadion, Eindhoven Toeschouwers: 34.000 Scheidsrechter: Bas Nijhuis |                                                        |           |                   | Isaksson, Manolev , Derijck (Bouma 60'), Marcelo, Willems (Wuytens 88'), Wijnaldum, Toivonen, Strootman, Labyad , Matavž, Mertens (Lens 66') | Velthuizen, Van Der Struijk, Kalas, Kasjia (Havenaar 81'), Büttner, Van Ginkel, Aborah, Van der Heijden (Van Aanholt 72'), Ibarra, Pedersen (Reis 66'), Tsjantoeria |  |
|                                                                                      |                                                        |           |                   | | |  |

#### februari
| 5 februari 2012, 14u30                                                          | Heracles Almelo | 1-1 (0-1) | PSV Eindhoven      | Opstelling Heracles Almelo | Opstelling PSV Eindhoven |  |
| Stadion: Polman Stadion, Almelo Toeschouwers: 8.500 Scheidsrechter: Pieter Vink | Everton '76     |           | '19 Zakaria Labyad | Pasveer, Breukers, Rienstra, Van der Linden, Looms, Quansah, Overtoom, Vejinović (Bruns 59'), D. Douglas, Armenteros, Everton (Gouriye 90') | Isaksson, Manolev , Derijck, Marcelo, Willems (Bouma 77'), Labyad, Strootman, Toivonen , Lens, Matavž (Vennegoor of Hesselink 84'), Mertens |  |
| Stadion: Polman Stadion, Almelo Toeschouwers: 8.500 Scheidsrechter: Pieter Vink |                 |           |                    | Pasveer, Breukers, Rienstra, Van der Linden, Looms, Quansah, Overtoom, Vejinović (Bruns 59'), D. Douglas, Armenteros, Everton (Gouriye 90') | Isaksson, Manolev , Derijck, Marcelo, Willems (Bouma 77'), Labyad, Strootman, Toivonen , Lens, Matavž (Vennegoor of Hesselink 84'), Mertens |  |
| Stadion: Polman Stadion, Almelo Toeschouwers: 8.500 Scheidsrechter: Pieter Vink |                 |           |                    | Pasveer, Breukers, Rienstra, Van der Linden, Looms, Quansah, Overtoom, Vejinović (Bruns 59'), D. Douglas, Armenteros, Everton (Gouriye 90') | Isaksson, Manolev , Derijck, Marcelo, Willems (Bouma 77'), Labyad, Strootman, Toivonen , Lens, Matavž (Vennegoor of Hesselink 84'), Mertens |  |
|                                                                                 |                 |           |                    | | |  |

| 12 februari, 14u30                                                                    | PSV Eindhoven                                                      | 4-1 (4-0) | BV De Graafschap | Opstelling PSV Eindhoven | Opstelling BV De Graafschap |  |
| Stadion: Philips Stadion, Eindhoven Toeschouwers: 33.100 Scheidsrechter: Jan Wegereef | Dries Mertens 8' Ola Toivonen 26' Tim Matavž 29' Jeremain Lens 43' |           | '54 Gil Vermouth | Isaksson, Hutchinson, Derijck, Marcelo, Willems (Bouma 63'), Labyad (Wuytens 76'), Strootman , Toivonen, Lens, Matavž (Vennegoor of Hesselink 73'), Mertens | De Winter, Nalbantoğlu, Saeijs (Van de Paver 38'), Wormgoor, Fränkel, Rose , De Leeuw (Breinburg 73'), Meijer, Vermouth (El Hassnaoui 67'), Poepon, Srećković |  |
| Stadion: Philips Stadion, Eindhoven Toeschouwers: 33.100 Scheidsrechter: Jan Wegereef |                                                                    |           |                  | Isaksson, Hutchinson, Derijck, Marcelo, Willems (Bouma 63'), Labyad (Wuytens 76'), Strootman , Toivonen, Lens, Matavž (Vennegoor of Hesselink 73'), Mertens | De Winter, Nalbantoğlu, Saeijs (Van de Paver 38'), Wormgoor, Fränkel, Rose , De Leeuw (Breinburg 73'), Meijer, Vermouth (El Hassnaoui 67'), Poepon, Srećković |  |
| Stadion: Philips Stadion, Eindhoven Toeschouwers: 33.100 Scheidsrechter: Jan Wegereef |                                                                    |           |                  | Isaksson, Hutchinson, Derijck, Marcelo, Willems (Bouma 63'), Labyad (Wuytens 76'), Strootman , Toivonen, Lens, Matavž (Vennegoor of Hesselink 73'), Mertens | De Winter, Nalbantoğlu, Saeijs (Van de Paver 38'), Wormgoor, Fränkel, Rose , De Leeuw (Breinburg 73'), Meijer, Vermouth (El Hassnaoui 67'), Poepon, Srećković |  |
|                                                                                       |                                                                    |           |                  | | |  |

| 19 februari 2012, 12u30                                                               | FC Groningen                                         | 3-0 (1-0) | PSV Eindhoven | Opstelling FC Groningen | Opstelling PSV Eindhoven |  |
| Stadion: Euroborg, Groningen Toeschouwers: 22.334 Scheidsrechter: Reinold Wiedemeijer | Suk Hyun-Jun '29 Leandro Bacuna '51 Suk Hyun-Jun '74 |           |               | Luciano, Kappelhof , Ivens , Kwakman, Burnet, Suk (Enevoldsen 89'), Bacuna, Keurntjes, Andersson (Bakker 90'), Tadić, Texeira | Isaksson, Manolev , Derijck, Marcelo, Willems (Bouma 46'), Wijnaldum, Strootman, Toivonen, Lens (Labyad 46'), Matavž (Vennegoor of Hesselink 70'), Mertens |  |
| Stadion: Euroborg, Groningen Toeschouwers: 22.334 Scheidsrechter: Reinold Wiedemeijer |                                                      |           |               | Luciano, Kappelhof , Ivens , Kwakman, Burnet, Suk (Enevoldsen 89'), Bacuna, Keurntjes, Andersson (Bakker 90'), Tadić, Texeira | Isaksson, Manolev , Derijck, Marcelo, Willems (Bouma 46'), Wijnaldum, Strootman, Toivonen, Lens (Labyad 46'), Matavž (Vennegoor of Hesselink 70'), Mertens |  |
| Stadion: Euroborg, Groningen Toeschouwers: 22.334 Scheidsrechter: Reinold Wiedemeijer |                                                      |           |               | Luciano, Kappelhof , Ivens , Kwakman, Burnet, Suk (Enevoldsen 89'), Bacuna, Keurntjes, Andersson (Bakker 90'), Tadić, Texeira | Isaksson, Manolev , Derijck, Marcelo, Willems (Bouma 46'), Wijnaldum, Strootman, Toivonen, Lens (Labyad 46'), Matavž (Vennegoor of Hesselink 70'), Mertens |  |
|                                                                                       |                                                      |           |               | | |  |

| 26 februari, 14u30                                                                        | PSV Eindhoven                                         | 3-2 (1-0) | Feyenoord Rotterdam                     | Opstelling PSV Eindhoven | Opstelling Feyenoord Rotterdam |  |
| Stadion: Philips Stadion, Eindhoven Toeschouwers: 35.000 Scheidsrechter: Richard Liesveld | Ola Toivonen 44' Dries Mertens 66' Zakaria Labyad 85' |           | '72 Guyon Fernandez 79' Guyon Fernandez | Isaksson, Hutchinson, Bouma, Marcelo, Willems (Pieters 63'), Wijnaldum, Strootman, Toivonen, Labyad (Depay 90'), Matavž, Mertens (Lens 68') | Mulder, Martins Indi, Vlaar, Nelom, Mokotjo , El Ahmadi, Bakkal (De Vrij 80'), Clasie (Vilhena 71'), Schaken, Fernandez , Cabral (Manu 90') |  |
| Stadion: Philips Stadion, Eindhoven Toeschouwers: 35.000 Scheidsrechter: Richard Liesveld |                                                       |           |                                         | Isaksson, Hutchinson, Bouma, Marcelo, Willems (Pieters 63'), Wijnaldum, Strootman, Toivonen, Labyad (Depay 90'), Matavž, Mertens (Lens 68') | Mulder, Martins Indi, Vlaar, Nelom, Mokotjo , El Ahmadi, Bakkal (De Vrij 80'), Clasie (Vilhena 71'), Schaken, Fernandez , Cabral (Manu 90') |  |
| Stadion: Philips Stadion, Eindhoven Toeschouwers: 35.000 Scheidsrechter: Richard Liesveld |                                                       |           |                                         | Isaksson, Hutchinson, Bouma, Marcelo, Willems (Pieters 63'), Wijnaldum, Strootman, Toivonen, Labyad (Depay 90'), Matavž, Mertens (Lens 68') | Mulder, Martins Indi, Vlaar, Nelom, Mokotjo , El Ahmadi, Bakkal (De Vrij 80'), Clasie (Vilhena 71'), Schaken, Fernandez , Cabral (Manu 90') |  |
|                                                                                           |                                                       |           |                                         | | |  |

#### maart
| 4 maart, 16u30                                                                          | PSV Eindhoven                     | 2-6 (0-4) | FC Twente                                                                                            | Opstelling PSV Eindhoven | Opstelling FC Twente |  |
| Stadion: Philips Stadion, Eindhoven Toeschouwers: 34.500 Scheidsrechter: Pol van Boekel | Ola Toivonen 55' Ola Toivonen 82' |           | '8 Ola John 19' Willem Janssen 35' Peter Wisgerhof 40' Luuk de Jong 74' Leroy Fer 87' Willem Janssen | Isaksson, Manolev (Lens 46'), Bouma (Pieters 76'), Marcelo, Willems (Vennegoor of Hesselink 65'), Wijnaldum, Toivonen, Hutchinson, Labyad , Matavž, Mertens | Michajlov , Cornelisse, Douglas , Wisgerhof, Rosales, Brama, Janssen (Tiendalli 89'), Fer, Chadli (Bajrami 88'), L. De Jong, O. John (Bengtsson 55') |  |
| Stadion: Philips Stadion, Eindhoven Toeschouwers: 34.500 Scheidsrechter: Pol van Boekel |                                   |           | | Isaksson, Manolev (Lens 46'), Bouma (Pieters 76'), Marcelo, Willems (Vennegoor of Hesselink 65'), Wijnaldum, Toivonen, Hutchinson, Labyad , Matavž, Mertens | Michajlov , Cornelisse, Douglas , Wisgerhof, Rosales, Brama, Janssen (Tiendalli 89'), Fer, Chadli (Bajrami 88'), L. De Jong, O. John (Bengtsson 55') |  |
| Stadion: Philips Stadion, Eindhoven Toeschouwers: 34.500 Scheidsrechter: Pol van Boekel |                                   |           | | Isaksson, Manolev (Lens 46'), Bouma (Pieters 76'), Marcelo, Willems (Vennegoor of Hesselink 65'), Wijnaldum, Toivonen, Hutchinson, Labyad , Matavž, Mertens | Michajlov , Cornelisse, Douglas , Wisgerhof, Rosales, Brama, Janssen (Tiendalli 89'), Fer, Chadli (Bajrami 88'), L. De Jong, O. John (Bengtsson 55') |  |
|                                                                                         |                                   |           | | | |  |

| 11 maart 2012, 12u30                                                                    | NAC Breda                                         | 3-1 (2-1) | PSV Eindhoven          | Opstelling NAC Breda | Opstelling PSV Eindhoven |  |
| Stadion: Rat Verlegh Stadion, Breda Toeschouwers: 18.750 Scheidsrechter: Danny Makkelie | Santi Kolk '12 Anthony Lurling '16 Santi Kolk '54 |           | '5 Georginio Wijnaldum | Ten Rouwelaar, Koenders, Botteghin, Luijckx, El-Akchaoui, Buijs, Boukhari (Schalk '73), Schilder , Lurling (Lasnik '79), Kolk, Bayram (Bonevacia '37) | Tytoń, Manolev , Bouma (Lens '63) , Marcelo, Pieters, Wijnaldum, Strootman, Toivonen, Labyad , Matavž (Hutchinson 46'), Mertens (Vennegoor of Hesselink 70') |  |
| Stadion: Rat Verlegh Stadion, Breda Toeschouwers: 18.750 Scheidsrechter: Danny Makkelie |                                                   |           |                        | Ten Rouwelaar, Koenders, Botteghin, Luijckx, El-Akchaoui, Buijs, Boukhari (Schalk '73), Schilder , Lurling (Lasnik '79), Kolk, Bayram (Bonevacia '37) | Tytoń, Manolev , Bouma (Lens '63) , Marcelo, Pieters, Wijnaldum, Strootman, Toivonen, Labyad , Matavž (Hutchinson 46'), Mertens (Vennegoor of Hesselink 70') |  |
| Stadion: Rat Verlegh Stadion, Breda Toeschouwers: 18.750 Scheidsrechter: Danny Makkelie |                                                   |           |                        | Ten Rouwelaar, Koenders, Botteghin, Luijckx, El-Akchaoui, Buijs, Boukhari (Schalk '73), Schilder , Lurling (Lasnik '79), Kolk, Bayram (Bonevacia '37) | Tytoń, Manolev , Bouma (Lens '63) , Marcelo, Pieters, Wijnaldum, Strootman, Toivonen, Labyad , Matavž (Hutchinson 46'), Mertens (Vennegoor of Hesselink 70') |  |
|                                                                                         |                                                   |           |                        | | |  |

| 18 maart, 14u30                                                                      | PSV Eindhoven                                                                              | 5-1 (1-0) | SC Heerenveen           | Opstelling PSV Eindhoven | Opstelling SC Heerenveen |  |
| Stadion: Philips Stadion, Eindhoven Toeschouwers: 33.200 Scheidsrechter: Ruud Bossen | Ola Toivonen 5' Dries Mertens 57' Orlando Engelaar 72' Dries Mertens 75' Memphis Depay 85' |           | '51 Erik Pieters (e.d.) | Tytoń, Hutchinson , Bouma, Marcelo, Pieters , Wijnaldum, Toivonen (Engelaar 61'), Strootman, Lens, Matavž (Vennegoor of Hesselink 87'), Mertens (Depay 79') | Vandenbussche, Breuer (Schmidt 78'), Gouweleeuw, Zomer, Kruiswijk , Đuričić (Sibon 68'), V. Elm, Kums, Narsingh, Dost, Assaidi (Van La Parra 78') |  |
| Stadion: Philips Stadion, Eindhoven Toeschouwers: 33.200 Scheidsrechter: Ruud Bossen |                                                                                            |           |                         | Tytoń, Hutchinson , Bouma, Marcelo, Pieters , Wijnaldum, Toivonen (Engelaar 61'), Strootman, Lens, Matavž (Vennegoor of Hesselink 87'), Mertens (Depay 79') | Vandenbussche, Breuer (Schmidt 78'), Gouweleeuw, Zomer, Kruiswijk , Đuričić (Sibon 68'), V. Elm, Kums, Narsingh, Dost, Assaidi (Van La Parra 78') |  |
| Stadion: Philips Stadion, Eindhoven Toeschouwers: 33.200 Scheidsrechter: Ruud Bossen |                                                                                            |           |                         | Tytoń, Hutchinson , Bouma, Marcelo, Pieters , Wijnaldum, Toivonen (Engelaar 61'), Strootman, Lens, Matavž (Vennegoor of Hesselink 87'), Mertens (Depay 79') | Vandenbussche, Breuer (Schmidt 78'), Gouweleeuw, Zomer, Kruiswijk , Đuričić (Sibon 68'), V. Elm, Kums, Narsingh, Dost, Assaidi (Van La Parra 78') |  |
|                                                                                      |                                                                                            |           |                         | | |  |

| 25 maart 2012, 16u30                                                                 | Ajax                                | 2-0 (0-0) | PSV Eindhoven | Opstelling Ajax | Opstelling PSV Eindhoven |  |
| Stadion: Amsterdam Arena, Amsterdam Toeschouwers: 51.207 Scheidsrechter: Pieter Vink | Ismael Aissati '56 Siem de Jong '63 |           |               | Vermeer, Van Rhijn, Alderweireld, Vertonghen, Blind (Boelykin 76'), Eriksen, Anita, Enoh, Lukoki (Ebeicilio 55'), S. de Jong, Aissati | Tytoń, Hutchinson , Bouma, Marcelo , Pieters, Labyad, Toivonen (Lens 61'), Strootman , Wijnaldum, Matavž (Vennegoor of Hesselink 84'), Mertens |  |
| Stadion: Amsterdam Arena, Amsterdam Toeschouwers: 51.207 Scheidsrechter: Pieter Vink |                                     |           |               | Vermeer, Van Rhijn, Alderweireld, Vertonghen, Blind (Boelykin 76'), Eriksen, Anita, Enoh, Lukoki (Ebeicilio 55'), S. de Jong, Aissati | Tytoń, Hutchinson , Bouma, Marcelo , Pieters, Labyad, Toivonen (Lens 61'), Strootman , Wijnaldum, Matavž (Vennegoor of Hesselink 84'), Mertens |  |
| Stadion: Amsterdam Arena, Amsterdam Toeschouwers: 51.207 Scheidsrechter: Pieter Vink |                                     |           |               | Vermeer, Van Rhijn, Alderweireld, Vertonghen, Blind (Boelykin 76'), Eriksen, Anita, Enoh, Lukoki (Ebeicilio 55'), S. de Jong, Aissati | Tytoń, Hutchinson , Bouma, Marcelo , Pieters, Labyad, Toivonen (Lens 61'), Strootman , Wijnaldum, Matavž (Vennegoor of Hesselink 84'), Mertens |  |
|                                                                                      |                                     |           |               | | |  |

| 31 maart, 19u45                                                                     | PSV Eindhoven                   | 2-0 (1-0) | VVV-Venlo | Opstelling PSV Eindhoven | Opstelling VVV-Venlo |  |
| Stadion: Philips Stadion, Eindhoven Toeschouwers: 34.000 Scheidsrechter: Kevin Blom | Tim Matavž 9' Memphis Depay 90' |           |           | Tytoń, Hutchinson, Bouma, Derijck, Pieters, Labyad, Toivonen (Vennegoor of Hesselink 81'), Strootman, Lens, Matavž (Depay 65'), Mertens | Gentenaar, Timisela, Vorstermans , Yoshida, Leiwakabessy, Meeuwis, Holla, Maguire (Linssen 83'), Berghuis (Cullen 61'), Nwofor (Uchebo 75'), Wildschut |  |
| Stadion: Philips Stadion, Eindhoven Toeschouwers: 34.000 Scheidsrechter: Kevin Blom |                                 |           |           | Tytoń, Hutchinson, Bouma, Derijck, Pieters, Labyad, Toivonen (Vennegoor of Hesselink 81'), Strootman, Lens, Matavž (Depay 65'), Mertens | Gentenaar, Timisela, Vorstermans , Yoshida, Leiwakabessy, Meeuwis, Holla, Maguire (Linssen 83'), Berghuis (Cullen 61'), Nwofor (Uchebo 75'), Wildschut |  |
| Stadion: Philips Stadion, Eindhoven Toeschouwers: 34.000 Scheidsrechter: Kevin Blom |                                 |           |           | Tytoń, Hutchinson, Bouma, Derijck, Pieters, Labyad, Toivonen (Vennegoor of Hesselink 81'), Strootman, Lens, Matavž (Depay 65'), Mertens | Gentenaar, Timisela, Vorstermans , Yoshida, Leiwakabessy, Meeuwis, Holla, Maguire (Linssen 83'), Berghuis (Cullen 61'), Nwofor (Uchebo 75'), Wildschut |  |
|                                                                                     |                                 |           |           | | |  |

#### april
| 11 april 2012, 20u00                                                                    | RKC Waalwijk                        | 2-1 (0-0) | PSV Eindhoven                  | Opstelling RKC Waalwijk | Opstelling PSV Eindhoven |  |
| Stadion: Mandemakers Stadion, Waalwijk Toeschouwers: 7.500 Scheidsrechter: Jan Wegereef | Sander Duits '55 Mitchell Schet '57 |           | '86 Jan Vennegoor of Hesselink | Zoet, Martina, H. Drost, Ramos (Stans 89'), Van Peppen, Sno, Duits (Van Mosselveld 63'), Braber, Schet, Németh (Castillion 77'), Meijers | Tytoń, Hutchinson, Derijck, Marcelo, Pieters (Vennegoor of Hesselink 73'), Labyad, Toivonen, Strootman (Engelaar 38'), Wijnaldum (Matavž 67'), Lens, Mertens |  |
| Stadion: Mandemakers Stadion, Waalwijk Toeschouwers: 7.500 Scheidsrechter: Jan Wegereef |                                     |           |                                | Zoet, Martina, H. Drost, Ramos (Stans 89'), Van Peppen, Sno, Duits (Van Mosselveld 63'), Braber, Schet, Németh (Castillion 77'), Meijers | Tytoń, Hutchinson, Derijck, Marcelo, Pieters (Vennegoor of Hesselink 73'), Labyad, Toivonen, Strootman (Engelaar 38'), Wijnaldum (Matavž 67'), Lens, Mertens |  |
| Stadion: Mandemakers Stadion, Waalwijk Toeschouwers: 7.500 Scheidsrechter: Jan Wegereef |                                     |           |                                | Zoet, Martina, H. Drost, Ramos (Stans 89'), Van Peppen, Sno, Duits (Van Mosselveld 63'), Braber, Schet, Németh (Castillion 77'), Meijers | Tytoń, Hutchinson, Derijck, Marcelo, Pieters (Vennegoor of Hesselink 73'), Labyad, Toivonen, Strootman (Engelaar 38'), Wijnaldum (Matavž 67'), Lens, Mertens |  |
|                                                                                         |                                     |           |                                | | |  |

| 14 april, 18u45                                                                        | PSV Eindhoven                                      | 3-2 (1-2) | AZ Alkmaar                        | Opstelling PSV Eindhoven | Opstelling AZ Alkmaar |  |
| Stadion: Philips Stadion, Eindhoven Toeschouwers: 34.200 Scheidsrechter: Björn Kuipers | Jeremain Lens 17' Jeremain Lens 77' Tim Matavž 90' |           | '24 Jozy Altidore '33 Roy Beerens | Tytoń, Hutchinson, Derijck, Marcelo, Willems, Wijnaldum, Labyad , Strootman (Matavž 67'), Toivonen , Mertens (Depay 58'), Jeremain Lens | Esteban, Reijnen , Moisander, Viergever, Poulsen, Maher, Martens, R. Elm (Klavan 46'), Beerens, Altidore (Benschop 65'), Guðmundsson |  |
| Stadion: Philips Stadion, Eindhoven Toeschouwers: 34.200 Scheidsrechter: Björn Kuipers |                                                    |           |                                   | Tytoń, Hutchinson, Derijck, Marcelo, Willems, Wijnaldum, Labyad , Strootman (Matavž 67'), Toivonen , Mertens (Depay 58'), Jeremain Lens | Esteban, Reijnen , Moisander, Viergever, Poulsen, Maher, Martens, R. Elm (Klavan 46'), Beerens, Altidore (Benschop 65'), Guðmundsson |  |
| Stadion: Philips Stadion, Eindhoven Toeschouwers: 34.200 Scheidsrechter: Björn Kuipers |                                                    |           |                                   | Tytoń, Hutchinson, Derijck, Marcelo, Willems, Wijnaldum, Labyad , Strootman (Matavž 67'), Toivonen , Mertens (Depay 58'), Jeremain Lens | Esteban, Reijnen , Moisander, Viergever, Poulsen, Maher, Martens, R. Elm (Klavan 46'), Beerens, Altidore (Benschop 65'), Guðmundsson |  |
|                                                                                        |                                                    |           |                                   | | |  |

| 22 april, 14u30                                                                             | PSV Eindhoven                                    | 2-1 (0-1) | NEC Nijmegen     | Opstelling PSV Eindhoven | Opstelling NEC Nijmegen |  |
| Stadion: Philips Stadion, Eindhoven Toeschouwers: 33.00 Scheidsrechter: Reinold Wiedemeijer | Jetro Willems 68' Jan Vennegoor of Hesselink 88' |           | '7 Navarone Foor | Tytoń, Stanislav Manolev (Engelaar 63'), Derijck, Marcelo, Willems , Hutchinson, Wijnaldum, Labyad (Vennegoor of Hesselink 87'), Lens, Matavž (Depay 74'), Mertens | Babos, Szélesi , Nuyticnk , Van Eijden, Conboy, Vadocz, Schöne (Cmovs 80'), Koolwijk , Foor (Amieux 66'), Zeefuik, George (Will 74') |  |
| Stadion: Philips Stadion, Eindhoven Toeschouwers: 33.00 Scheidsrechter: Reinold Wiedemeijer |                                                  |           |                  | Tytoń, Stanislav Manolev (Engelaar 63'), Derijck, Marcelo, Willems , Hutchinson, Wijnaldum, Labyad (Vennegoor of Hesselink 87'), Lens, Matavž (Depay 74'), Mertens | Babos, Szélesi , Nuyticnk , Van Eijden, Conboy, Vadocz, Schöne (Cmovs 80'), Koolwijk , Foor (Amieux 66'), Zeefuik, George (Will 74') |  |
| Stadion: Philips Stadion, Eindhoven Toeschouwers: 33.00 Scheidsrechter: Reinold Wiedemeijer |                                                  |           |                  | Tytoń, Stanislav Manolev (Engelaar 63'), Derijck, Marcelo, Willems , Hutchinson, Wijnaldum, Labyad (Vennegoor of Hesselink 87'), Lens, Matavž (Depay 74'), Mertens | Babos, Szélesi , Nuyticnk , Van Eijden, Conboy, Vadocz, Schöne (Cmovs 80'), Koolwijk , Foor (Amieux 66'), Zeefuik, George (Will 74') |  |
|                                                                                             |                                                  |           |                  | | |  |

| 29 april 2012, 12u30                                                                         | Roda JC Kerkrade   | 1-3 (0-2) | PSV Eindhoven                                  | Opstelling Roda JC Kerkrade | Opstelling PSV Eindhoven |  |
| Stadion: Parkstad Limburg Stadion, Kerkrade Toeschouwers: 17.108 Scheidsrechter: Bas Nijhuis | Sanharib Malki '66 |           | '7 Dries Mertens '32 Marcelo '84 Memphis Depay | Kieszek , Monteyne, Biemans, Vuković (Donald 39'), Fledderus, Delorge (Sutchuin 62'), Vormer , Wielaert, Ramzi (Prus 82'), Junker, Malki | Tytoń, Hutchinson, Bouma, Marcelo , Willems, Labyad, Toivonen , Strootman (Engelaar 89'), Wijnaldum , Lens (Matavž 89'), Mertens (Depay 77') |  |
| Stadion: Parkstad Limburg Stadion, Kerkrade Toeschouwers: 17.108 Scheidsrechter: Bas Nijhuis |                    |           |                                                | Kieszek , Monteyne, Biemans, Vuković (Donald 39'), Fledderus, Delorge (Sutchuin 62'), Vormer , Wielaert, Ramzi (Prus 82'), Junker, Malki | Tytoń, Hutchinson, Bouma, Marcelo , Willems, Labyad, Toivonen , Strootman (Engelaar 89'), Wijnaldum , Lens (Matavž 89'), Mertens (Depay 77') |  |
| Stadion: Parkstad Limburg Stadion, Kerkrade Toeschouwers: 17.108 Scheidsrechter: Bas Nijhuis |                    |           |                                                | Kieszek , Monteyne, Biemans, Vuković (Donald 39'), Fledderus, Delorge (Sutchuin 62'), Vormer , Wielaert, Ramzi (Prus 82'), Junker, Malki | Tytoń, Hutchinson, Bouma, Marcelo , Willems, Labyad, Toivonen , Strootman (Engelaar 89'), Wijnaldum , Lens (Matavž 89'), Mertens (Depay 77') |  |
|                                                                                              |                    |           |                                                | | |  |

#### mei
| 2 mei, 20u00                                                                           | PSV Eindhoven                                                                   | 5-0 (2-0) | ADO Den Haag | Opstelling PSV Eindhoven | Opstelling ADO Den Haag |  |
| Stadion: Philips Stadion, Eindhoven Toeschouwers: 33.00 Scheidsrechter: Eric Braamhaar | Jeremain Lens 2' Ola Toivonen 38' Ola Toivonen 62' Labyad 65' Dries Mertens 88' |           |              | Tytoń, Hutchinson, Bouma, Marcelo (Derijck 76'), Willems, Labyad (Depay 76'), Toivonen (Engelaar 89'), Strootman, Wijnaldum, Lens, Mertens | Coutinho, Ammi, Gábor Horváth, N'Toko (Luksik 81'), Supusepa, Visser , Chery, Toornstra, Elbers, Smolarek (Van Duinen 67'), Vicento |  |
| Stadion: Philips Stadion, Eindhoven Toeschouwers: 33.00 Scheidsrechter: Eric Braamhaar |                                                                                 |           |              | Tytoń, Hutchinson, Bouma, Marcelo (Derijck 76'), Willems, Labyad (Depay 76'), Toivonen (Engelaar 89'), Strootman, Wijnaldum, Lens, Mertens | Coutinho, Ammi, Gábor Horváth, N'Toko (Luksik 81'), Supusepa, Visser , Chery, Toornstra, Elbers, Smolarek (Van Duinen 67'), Vicento |  |
| Stadion: Philips Stadion, Eindhoven Toeschouwers: 33.00 Scheidsrechter: Eric Braamhaar |                                                                                 |           |              | Tytoń, Hutchinson, Bouma, Marcelo (Derijck 76'), Willems, Labyad (Depay 76'), Toivonen (Engelaar 89'), Strootman, Wijnaldum, Lens, Mertens | Coutinho, Ammi, Gábor Horváth, N'Toko (Luksik 81'), Supusepa, Visser , Chery, Toornstra, Elbers, Smolarek (Van Duinen 67'), Vicento |  |
|                                                                                        |                                                                                 |           |              | | |  |

| 6 mei 2012, 14u30                                                                         | SBV Excelsior    | 1-3 (0-2) | PSV Eindhoven                                               | Opstelling SBV Excelsior | Opstelling PSV Eindhoven |  |
| Stadion: Stadion Woudestein, Rotterdam Toeschouwers: 3.514 Scheidsrechter: Danny Makkelie | Luigi Bruins '50 |           | '10 Dries Mertens '37 Jeremain Lens '66 Georginio Wijnaldum | De Ruiter, Van Deelen, Nieveld, Schenkeveld (Jansen 63'), Scheimann, De Graaf (Janga 73'), Alberg, Broerse, Vincken (Maatsen 46'), Oost, Bruins | Tytoń, Hutchinson, Bouma , Marcelo, Willems , Labyad, Toivonen , Strootman, Wijnaldum , Lens (Vennegoor of Hesselink 83'), Mertens (Depay 71') |  |
| Stadion: Stadion Woudestein, Rotterdam Toeschouwers: 3.514 Scheidsrechter: Danny Makkelie |                  |           |                                                             | De Ruiter, Van Deelen, Nieveld, Schenkeveld (Jansen 63'), Scheimann, De Graaf (Janga 73'), Alberg, Broerse, Vincken (Maatsen 46'), Oost, Bruins | Tytoń, Hutchinson, Bouma , Marcelo, Willems , Labyad, Toivonen , Strootman, Wijnaldum , Lens (Vennegoor of Hesselink 83'), Mertens (Depay 71') |  |
| Stadion: Stadion Woudestein, Rotterdam Toeschouwers: 3.514 Scheidsrechter: Danny Makkelie |                  |           |                                                             | De Ruiter, Van Deelen, Nieveld, Schenkeveld (Jansen 63'), Scheimann, De Graaf (Janga 73'), Alberg, Broerse, Vincken (Maatsen 46'), Oost, Bruins | Tytoń, Hutchinson, Bouma , Marcelo, Willems , Labyad, Toivonen , Strootman, Wijnaldum , Lens (Vennegoor of Hesselink 83'), Mertens (Depay 71') |  |
|                                                                                           |                  |           |                                                             | | |  |

### Eindstand
| Stand | Gespeeld | Gewonnen | Gelijk | Verloren | Punten | Doelpunten voor | Doelpunten tegen |
| ----- | -------- | -------- | ------ | -------- | ------ | --------------- | ---------------- |
| 3     | 34       | 21       | 6      | 7        | 69     | 87              | 47               |

### Doelpuntenmakers
| Speler                     | Goal | Gescoord met penalty |
| -------------------------- | ---- | -------------------- |
| Dries Mertens              | 21   | 0                    |
| Ola Toivonen               | 18   | 0                    |
| Tim Matavž                 | 11   | 0                    |
| Georginio Wijnaldum        | 9    | 0                    |
| Jeremain Lens              | 9    | 0                    |
| Zakaria Labyad             | 6    | 0                    |
| Memphis Depay              | 3    | 0                    |
| Kevin Strootman            | 2    | 0                    |
| Jan Vennegoor of Hesselink | 2    | 0                    |
| Marcelo                    | 2    | 0                    |
| Wilfred Bouma              | 1    | 0                    |
| Orlando Engelaar           | 1    | 0                    |
| Stanislav Manolev          | 1    | 0                    |
| Jetro Willems              | 1    | 0                    |

## KNVB beker
|                                  |      |                                                                                         |     |                                                                                              |
| 1e Ronde 21 september-2011 17:00 | VVSB | 0 - 8                                                                                   | PSV | Stadion: Sportpark de Boekhorst, Noordwijkerhout Toeschouwers: n.n.b. Scheidsrechter: n.n.b. |
| 1e Ronde 21 september-2011 17:00 |      | 20' Depay 23' (pen.) Wijnaldum 47' Labyad 73' Labyad 80' Locadia 82' Labyad 90' Ibrahim |     | Stadion: Sportpark de Boekhorst, Noordwijkerhout Toeschouwers: n.n.b. Scheidsrechter: n.n.b. |
| 1e Ronde 21 september-2011 17:00 |      |                                                                                         |     | Stadion: Sportpark de Boekhorst, Noordwijkerhout Toeschouwers: n.n.b. Scheidsrechter: n.n.b. |
| 1e Ronde 21 september-2011 17:00 |      |                                                                                         |     | Stadion: Sportpark de Boekhorst, Noordwijkerhout Toeschouwers: n.n.b. Scheidsrechter: n.n.b. |
|                                  |      |                                                                                         |     |                                                                                              |

## Europees voetbal

### Play-offronde
| 18 augustus 2011, 21:05                                           | SV Ried | 0 - 0 (0 - 0) | PSV Eindhoven | Opstelling SV Ried | Opstelling PSV Eindhoven |  |
| Stadion: Fill Metallbau Stadion, Ried im Innkreis Peter Rasmussen |         |               |               | Gebauer , Royer, Lexa (Martí 89'), Nacho, Riegler, Hinum , Hadzic, Hammerer (Casanova 49'), Karner, Reifeltshammer, Ziegl (Carril 74') | Isaksson, Manolev (Tamata 45'), Bouma, Marcelo (Maikel Verkoelen 90'), Pieters, Strootman, Toivonen , Wijnaldum, Lens, Mertens (Labyad 52'), Ojo |  |
| Stadion: Fill Metallbau Stadion, Ried im Innkreis Peter Rasmussen |         |               |               | Gebauer , Royer, Lexa (Martí 89'), Nacho, Riegler, Hinum , Hadzic, Hammerer (Casanova 49'), Karner, Reifeltshammer, Ziegl (Carril 74') | Isaksson, Manolev (Tamata 45'), Bouma, Marcelo (Maikel Verkoelen 90'), Pieters, Strootman, Toivonen , Wijnaldum, Lens, Mertens (Labyad 52'), Ojo |  |
| Stadion: Fill Metallbau Stadion, Ried im Innkreis Peter Rasmussen |         |               |               | Gebauer , Royer, Lexa (Martí 89'), Nacho, Riegler, Hinum , Hadzic, Hammerer (Casanova 49'), Karner, Reifeltshammer, Ziegl (Carril 74') | Isaksson, Manolev (Tamata 45'), Bouma, Marcelo (Maikel Verkoelen 90'), Pieters, Strootman, Toivonen , Wijnaldum, Lens, Mertens (Labyad 52'), Ojo |  |
|                                                                   |         |               |               | | |  |

| 25 augustus 2011, 18:45                              | PSV Eindhoven                                                | 5 - 0 (0 - 0) | SV Ried | Opstelling PSV Eindhoven | Opstelling SV Ried |  |
| Stadion: Philips Stadion, Eindhoven Maksim Layushkin | Toivonen 53' Lens 67' Wijnaldum 74' Labyad 79' Strootman 90' |               |         | Isaksson, Manolev, Bouma (Marcelo 81'), Pieters, Strootman, Toivonen , Wijnaldum (Ojo 88'), Lens, Hutchinson, Mertens, Labyad (Zeefuik 83') | Gebauer , Royer, Lexa, Martí (Nacho Rodríguez 68'), Carril (Grasegger 82'), Riegler, Hinum , Hadzic , Basala-Mazana, Reifeltshammer, Ziegl (Žulj 59') |  |
| Stadion: Philips Stadion, Eindhoven Maksim Layushkin |                                                              |               |         | Isaksson, Manolev, Bouma (Marcelo 81'), Pieters, Strootman, Toivonen , Wijnaldum (Ojo 88'), Lens, Hutchinson, Mertens, Labyad (Zeefuik 83') | Gebauer , Royer, Lexa, Martí (Nacho Rodríguez 68'), Carril (Grasegger 82'), Riegler, Hinum , Hadzic , Basala-Mazana, Reifeltshammer, Ziegl (Žulj 59') |  |
| Stadion: Philips Stadion, Eindhoven Maksim Layushkin |                                                              |               |         | Isaksson, Manolev, Bouma (Marcelo 81'), Pieters, Strootman, Toivonen , Wijnaldum (Ojo 88'), Lens, Hutchinson, Mertens, Labyad (Zeefuik 83') | Gebauer , Royer, Lexa, Martí (Nacho Rodríguez 68'), Carril (Grasegger 82'), Riegler, Hinum , Hadzic , Basala-Mazana, Reifeltshammer, Ziegl (Žulj 59') |  |
|                                                      |                                                              |               |         | | |  |

### Groepsfase
| # | Club            | Wedstrijden | Wedstrijden | Wedstrijden | Wedstrijden | Doelpunten | Doelpunten | Doelpunten | Punten |
| - | --------------- | ----------- | ----------- | ----------- | ----------- | ---------- | ---------- | ---------- | ------ |
| # | Club            | Gespeeld    | Winst       | Gelijk      | Verlies     | Voor       | Tegen      | Saldo      | Punten |
| 1 | PSV             | 6           | 5           | 1           | 0           | 13         | 5          | +8         | 16     |
| 2 | Legia Warschau  | 6           | 3           | 0           | 3           | 7          | 9          | −2         | 9      |
| 3 | Hapoel Tel Aviv | 6           | 2           | 1           | 3           | 10         | 9          | +1         | 7      |
| 4 | Rapid Boekarest | 6           | 1           | 0           | 5           | 5          | 12         | −7         | 3      |

| 15 september 2011, 19:00                       | PSV Eindhoven     | 1 - 0 (1 - 0) | Legia Warschau | Opstelling PSV Eindhoven                                                                                                | Opstelling Legia Warschau |  |
| Stadion: Philips Stadion, Eindhoven István Vad | Dries Mertens 21' |               |                | Tytoń, Manolev, Bouma, Marcelo, Pieters, Strootman, Toivonen (Engelaar 89'), Matavž, Wijnaldum, Lens (Ojo 73'), Mertens | Kuciak, Jędrzejczyk, Gol (Żyro 65'), Żewłakow, Manú (Radović 46'), Wawrzyniak, Borysiuk , Komorowski, Vrdoljak , Ljuboja, Rybus (Kosecki 81') |  |
| Stadion: Philips Stadion, Eindhoven István Vad |                   |               |                | Tytoń, Manolev, Bouma, Marcelo, Pieters, Strootman, Toivonen (Engelaar 89'), Matavž, Wijnaldum, Lens (Ojo 73'), Mertens | Kuciak, Jędrzejczyk, Gol (Żyro 65'), Żewłakow, Manú (Radović 46'), Wawrzyniak, Borysiuk , Komorowski, Vrdoljak , Ljuboja, Rybus (Kosecki 81') |  |
| Stadion: Philips Stadion, Eindhoven István Vad |                   |               |                | Tytoń, Manolev, Bouma, Marcelo, Pieters, Strootman, Toivonen (Engelaar 89'), Matavž, Wijnaldum, Lens (Ojo 73'), Mertens | Kuciak, Jędrzejczyk, Gol (Żyro 65'), Żewłakow, Manú (Radović 46'), Wawrzyniak, Borysiuk , Komorowski, Vrdoljak , Ljuboja, Rybus (Kosecki 81') |  |
|                                                |                   |               |                | | |  |

| 29 september 2011, 21:05                             | Rapid Boekarest | 1 - 3 (1 - 1) | PSV Eindhoven                       | Opstelling Rapid Boekarest | Opstelling PSV Eindhoven                                                                                          |  |
| Stadion: Stadionul Național, Boekarest Fredy Fautrel | Alexa 28'       |               | 43' Bouma 89' Toivonen 90+2' Matavž | Coman, Duarte , António , Burcă, Alexa , Deac , Grigore, Herea (Apostol 74'), Roman (Teixeira 51'), Božović, Pancu (Cássio 83') | Isaksson, Manolev, Bouma, Marcelo, Pieters, Strootman , Mertens , Toivonen , Matavž, Wijnaldum, Lens (Labyad 72') |  |
| Stadion: Stadionul Național, Boekarest Fredy Fautrel |                 |               |                                     | Coman, Duarte , António , Burcă, Alexa , Deac , Grigore, Herea (Apostol 74'), Roman (Teixeira 51'), Božović, Pancu (Cássio 83') | Isaksson, Manolev, Bouma, Marcelo, Pieters, Strootman , Mertens , Toivonen , Matavž, Wijnaldum, Lens (Labyad 72') |  |
| Stadion: Stadionul Național, Boekarest Fredy Fautrel |                 |               |                                     | Coman, Duarte , António , Burcă, Alexa , Deac , Grigore, Herea (Apostol 74'), Roman (Teixeira 51'), Božović, Pancu (Cássio 83') | Isaksson, Manolev, Bouma, Marcelo, Pieters, Strootman , Mertens , Toivonen , Matavž, Wijnaldum, Lens (Labyad 72') |  |
|                                                      |                 |               |                                     | | |  |

| 20 oktober 2011, 21:05                               | Hapoel Tel Aviv | 0 - 1 (0 - 0) | PSV Eindhoven        | Opstelling Hapoel Tel Aviv | Opstelling PSV Eindhoven |  |
| Stadion: Bloomfield Stadion, Tel Aviv Sergei Karasev |                 |               | 70' (pen.) Wijnaldum | Apoula, Pečalka , Fransman, Cohen, Damari (Lala 54'), Oremuš (Toama 83'), Abutbul , Shish, Khutaba, Igiebor (Gordana 60'), Tamuz | Isaksson, Manolev, Bouma, Marcelo, Toivonen , Engelaar (Strootman 46'), Matavž, Wijnaldum, Mertens, Tamata, Zakaria Labyad (Lens 79') |  |
| Stadion: Bloomfield Stadion, Tel Aviv Sergei Karasev |                 |               |                      | Apoula, Pečalka , Fransman, Cohen, Damari (Lala 54'), Oremuš (Toama 83'), Abutbul , Shish, Khutaba, Igiebor (Gordana 60'), Tamuz | Isaksson, Manolev, Bouma, Marcelo, Toivonen , Engelaar (Strootman 46'), Matavž, Wijnaldum, Mertens, Tamata, Zakaria Labyad (Lens 79') |  |
| Stadion: Bloomfield Stadion, Tel Aviv Sergei Karasev |                 |               |                      | Apoula, Pečalka , Fransman, Cohen, Damari (Lala 54'), Oremuš (Toama 83'), Abutbul , Shish, Khutaba, Igiebor (Gordana 60'), Tamuz | Isaksson, Manolev, Bouma, Marcelo, Toivonen , Engelaar (Strootman 46'), Matavž, Wijnaldum, Mertens, Tamata, Zakaria Labyad (Lens 79') |  |
|                                                      |                 |               |                      | | |  |

| 3 november 2011, 19:00                             | PSV Eindhoven                            | 3 - 3 (1 - 2) | Hapoel Tel Aviv           | Opstelling PSV Eindhoven | Opstelling Hapoel Tel Aviv |  |
| Stadion: Philips Stadion, Eindhoven Stuart Attwell | Wijnaldum 12' Toivonen 59' Strootman 87' |               | 10' Damari 33', 47' Tamuz | Isaksson, Manolev, Marcelo, Strootman , Toivonen , Matavž, Wijnaldum, Mertens, Derijck (Lens 73'), Labyad, Willems (Bouma 66') | Apoula, Pečalka, Badier, Cohen (Lala 63'), Damari (Fransman 74' ), Abutbul, Gordana , Shish , Khutaba , Igiebor (Kende 90+1'), Tamuz |  |
| Stadion: Philips Stadion, Eindhoven Stuart Attwell |                                          |               |                           | Isaksson, Manolev, Marcelo, Strootman , Toivonen , Matavž, Wijnaldum, Mertens, Derijck (Lens 73'), Labyad, Willems (Bouma 66') | Apoula, Pečalka, Badier, Cohen (Lala 63'), Damari (Fransman 74' ), Abutbul, Gordana , Shish , Khutaba , Igiebor (Kende 90+1'), Tamuz |  |
| Stadion: Philips Stadion, Eindhoven Stuart Attwell |                                          |               |                           | Isaksson, Manolev, Marcelo, Strootman , Toivonen , Matavž, Wijnaldum, Mertens, Derijck (Lens 73'), Labyad, Willems (Bouma 66') | Apoula, Pečalka, Badier, Cohen (Lala 63'), Damari (Fransman 74' ), Abutbul, Gordana , Shish , Khutaba , Igiebor (Kende 90+1'), Tamuz |  |
|                                                    |                                          |               |                           | | |  |

| 30 november 2011, 21:05                                   | Legia Warschau | 0 - 3 (0 - 1) | PSV Eindhoven                                     | Opstelling Legia Warschau | Opstelling PSV Eindhoven |  |
| Stadion: Stadion Wojska Polskiego, Warschau Fırat Aydınus |                |               | 32' (e.d.) Żewłakow 59' (pen.) Mertens 68' Labyad | Kuciak , Jędrzejczyk , Żewłakow, Wawrzyniak, Borysiuk, Komorowski, Vrdoljak , Ljuboja (Skaba 57'), Rybus (Wolski 71'), Radović, Żyro (Kucharczyk 83') | Isaksson, Manolev, Marcelo (Ritzmaier 77'), Strootman , Engelaar , Wijnaldum, Lens, Mertens (Toivonen 71'), Derijck, Labyad, Willems (Bouma 66') |  |
| Stadion: Stadion Wojska Polskiego, Warschau Fırat Aydınus |                |               |                                                   | Kuciak , Jędrzejczyk , Żewłakow, Wawrzyniak, Borysiuk, Komorowski, Vrdoljak , Ljuboja (Skaba 57'), Rybus (Wolski 71'), Radović, Żyro (Kucharczyk 83') | Isaksson, Manolev, Marcelo (Ritzmaier 77'), Strootman , Engelaar , Wijnaldum, Lens, Mertens (Toivonen 71'), Derijck, Labyad, Willems (Bouma 66') |  |
| Stadion: Stadion Wojska Polskiego, Warschau Fırat Aydınus |                |               |                                                   | Kuciak , Jędrzejczyk , Żewłakow, Wawrzyniak, Borysiuk, Komorowski, Vrdoljak , Ljuboja (Skaba 57'), Rybus (Wolski 71'), Radović, Żyro (Kucharczyk 83') | Isaksson, Manolev, Marcelo (Ritzmaier 77'), Strootman , Engelaar , Wijnaldum, Lens, Mertens (Toivonen 71'), Derijck, Labyad, Willems (Bouma 66') |  |
|                                                           |                |               |                                                   | | |  |

| 15 december 2011, 19:00                             | PSV Eindhoven          | 2 - 1 (0 - 0) | Rapid Boekarest | Opstelling PSV Eindhoven | Opstelling Rapid Boekarest |  |
| Stadion: Philips Stadion, Eindhoven Simon Lee Evans | Manolev 75' Matavž 79' |               | 90+2' Pancu     | Tytoń, Marcelo , Engelaar (Toivonen 46'), Matavž, Wijnaldum, Lens, Derijck, Labyad, Ritzmaier, Marzo (Manolev 70'), Willems | Coman (Straton 34'), Duarte , António , Alexa , Deac, Grigore, Cássio (Pancu 72'), Oroş, Božović, Grigorie, Surdu (Teixeira 37' ) |  |
| Stadion: Philips Stadion, Eindhoven Simon Lee Evans |                        |               |                 | Tytoń, Marcelo , Engelaar (Toivonen 46'), Matavž, Wijnaldum, Lens, Derijck, Labyad, Ritzmaier, Marzo (Manolev 70'), Willems | Coman (Straton 34'), Duarte , António , Alexa , Deac, Grigore, Cássio (Pancu 72'), Oroş, Božović, Grigorie, Surdu (Teixeira 37' ) |  |
| Stadion: Philips Stadion, Eindhoven Simon Lee Evans |                        |               |                 | Tytoń, Marcelo , Engelaar (Toivonen 46'), Matavž, Wijnaldum, Lens, Derijck, Labyad, Ritzmaier, Marzo (Manolev 70'), Willems | Coman (Straton 34'), Duarte , António , Alexa , Deac, Grigore, Cássio (Pancu 72'), Oroş, Božović, Grigorie, Surdu (Teixeira 37' ) |  |
|                                                     |                        |               |                 | | |  |

### Laatste 32
| 16 februari 2012, 21:05                                 | Trabzonspor | 1 - 2 (1 - 2) | PSV Eindhoven          | Opstelling Trabzonspor | Opstelling PSV Eindhoven |  |
| Stadion: Hüseyin Avni Aker Stadion, Trabzon Felix Brych | Adın 33'    |               | 6' Matavž 11' Toivonen | Zengin , Čech, Altıntop (Henrique 72'), Yılmaz, Colman (Alanzinho 46'), Yumlu, Kaçar , Akgün , Čelůstka, Balcı (Mierzejewski 79'), Adın | Isaksson, Manolev, Marcelo, Strootman, Toivonen , Matavž, Lens, Hutchinson, Mertens (Wijnaldum 78'), Derijck, Willems (Bouma 90') |  |
| Stadion: Hüseyin Avni Aker Stadion, Trabzon Felix Brych |             |               |                        | Zengin , Čech, Altıntop (Henrique 72'), Yılmaz, Colman (Alanzinho 46'), Yumlu, Kaçar , Akgün , Čelůstka, Balcı (Mierzejewski 79'), Adın | Isaksson, Manolev, Marcelo, Strootman, Toivonen , Matavž, Lens, Hutchinson, Mertens (Wijnaldum 78'), Derijck, Willems (Bouma 90') |  |
| Stadion: Hüseyin Avni Aker Stadion, Trabzon Felix Brych |             |               |                        | Zengin , Čech, Altıntop (Henrique 72'), Yılmaz, Colman (Alanzinho 46'), Yumlu, Kaçar , Akgün , Čelůstka, Balcı (Mierzejewski 79'), Adın | Isaksson, Manolev, Marcelo, Strootman, Toivonen , Matavž, Lens, Hutchinson, Mertens (Wijnaldum 78'), Derijck, Willems (Bouma 90') |  |
|                                                         |             |               |                        | | |  |

| 23 februari 2012, 19:00                          | PSV Eindhoven                                    | 4 - 1 (3 - 1) | Trabzonspor | Opstelling PSV Eindhoven | Opstelling Trabzonspor |  |
| Stadion: Philips Stadion, Eindhoven Tony Chapron | Mertens 15' (pen.) Matavž 31', 53' Strootman 38' |               | 43' Yılmaz  | Isaksson, Manolev, Bouma, Marcelo , Strootman (Pieters 64'), Toivonen (Lens 68'), Matavž, Wijnaldum, Mertens, Labyad, Willems (Hutchinson 64') | Zengin , Čech, Henrique (Kıvrak 45'), Zokora, Yılmaz, Colman, Yumlu, Kaçar, Akgün (Alanzinho 76'), Čelůstka, Adın (Altıntop 73') |  |
| Stadion: Philips Stadion, Eindhoven Tony Chapron |                                                  |               |             | Isaksson, Manolev, Bouma, Marcelo , Strootman (Pieters 64'), Toivonen (Lens 68'), Matavž, Wijnaldum, Mertens, Labyad, Willems (Hutchinson 64') | Zengin , Čech, Henrique (Kıvrak 45'), Zokora, Yılmaz, Colman, Yumlu, Kaçar, Akgün (Alanzinho 76'), Čelůstka, Adın (Altıntop 73') |  |
| Stadion: Philips Stadion, Eindhoven Tony Chapron |                                                  |               |             | Isaksson, Manolev, Bouma, Marcelo , Strootman (Pieters 64'), Toivonen (Lens 68'), Matavž, Wijnaldum, Mertens, Labyad, Willems (Hutchinson 64') | Zengin , Čech, Henrique (Kıvrak 45'), Zokora, Yılmaz, Colman, Yumlu, Kaçar, Akgün (Alanzinho 76'), Čelůstka, Adın (Altıntop 73') |  |
|                                                  |                                                  |               |             | | |  |

### Achtste finales
| 8 maart 2012, 21:05                              | Valencia                                                  | 4 - 2 (3 - 0) | PSV Eindhoven                     | Opstelling Valencia | Opstelling PSV Eindhoven |  |
| Stadion: Estadio Mestalla, Valencia Manuel Gräfe | Ruiz 11' Manolev 13' (e.d.) Soldado 43' (pen.) Piatti 56' |               | 83' (pen.) Toivonen 90' Wijnaldum | Alves, Albelda , Jonas (Bernat 71'), Soldado (Aduriz 76'), Barragán , Piatti, Ruiz, Hernández, Costa (Rami 24' ), Parejo, Mathieu | Isaksson, Manolev, Marcelo, Strootman, Toivonen , Matavž (Lens 67'), Hutchinson, Mertens (Wijnaldum 75'), Derijck, Labyad, Willems (Pieters 34' ) |  |
| Stadion: Estadio Mestalla, Valencia Manuel Gräfe |                                                           |               |                                   | Alves, Albelda , Jonas (Bernat 71'), Soldado (Aduriz 76'), Barragán , Piatti, Ruiz, Hernández, Costa (Rami 24' ), Parejo, Mathieu | Isaksson, Manolev, Marcelo, Strootman, Toivonen , Matavž (Lens 67'), Hutchinson, Mertens (Wijnaldum 75'), Derijck, Labyad, Willems (Pieters 34' ) |  |
| Stadion: Estadio Mestalla, Valencia Manuel Gräfe |                                                           |               |                                   | Alves, Albelda , Jonas (Bernat 71'), Soldado (Aduriz 76'), Barragán , Piatti, Ruiz, Hernández, Costa (Rami 24' ), Parejo, Mathieu | Isaksson, Manolev, Marcelo, Strootman, Toivonen , Matavž (Lens 67'), Hutchinson, Mertens (Wijnaldum 75'), Derijck, Labyad, Willems (Pieters 34' ) |  |
|                                                  |                                                           |               |                                   | | |  |

| 15 maart 2012, 19:00                               | PSV Eindhoven | 1 - 1 (0 - 0) | Valencia | Opstelling PSV Eindhoven | Opstelling Valencia                                                                                                  |  |
| Stadion: Philips Stadion, Eindhoven William Collum | Toivonen 64'  |               | 47' Rami | Tytoń, Manolev , Bouma (Derijck 76'), Marcelo, Pieters, Strootman, Toivonen , Matavž, Wijnaldum, Mertens (Lens 80' ), Labyad | Alves , Saltor , Rami , Albelda (Topal 76'), Jonas (Parejo 85'), Feghouli, Aduriz , Dealbert, Alba , Mathieu , Costa |  |
| Stadion: Philips Stadion, Eindhoven William Collum |               |               |          | Tytoń, Manolev , Bouma (Derijck 76'), Marcelo, Pieters, Strootman, Toivonen , Matavž, Wijnaldum, Mertens (Lens 80' ), Labyad | Alves , Saltor , Rami , Albelda (Topal 76'), Jonas (Parejo 85'), Feghouli, Aduriz , Dealbert, Alba , Mathieu , Costa |  |
| Stadion: Philips Stadion, Eindhoven William Collum |               |               |          | Tytoń, Manolev , Bouma (Derijck 76'), Marcelo, Pieters, Strootman, Toivonen , Matavž, Wijnaldum, Mertens (Lens 80' ), Labyad | Alves , Saltor , Rami , Albelda (Topal 76'), Jonas (Parejo 85'), Feghouli, Aduriz , Dealbert, Alba , Mathieu , Costa |  |
|                                                    |               |               |          | | |  |